# Südbahnhotel

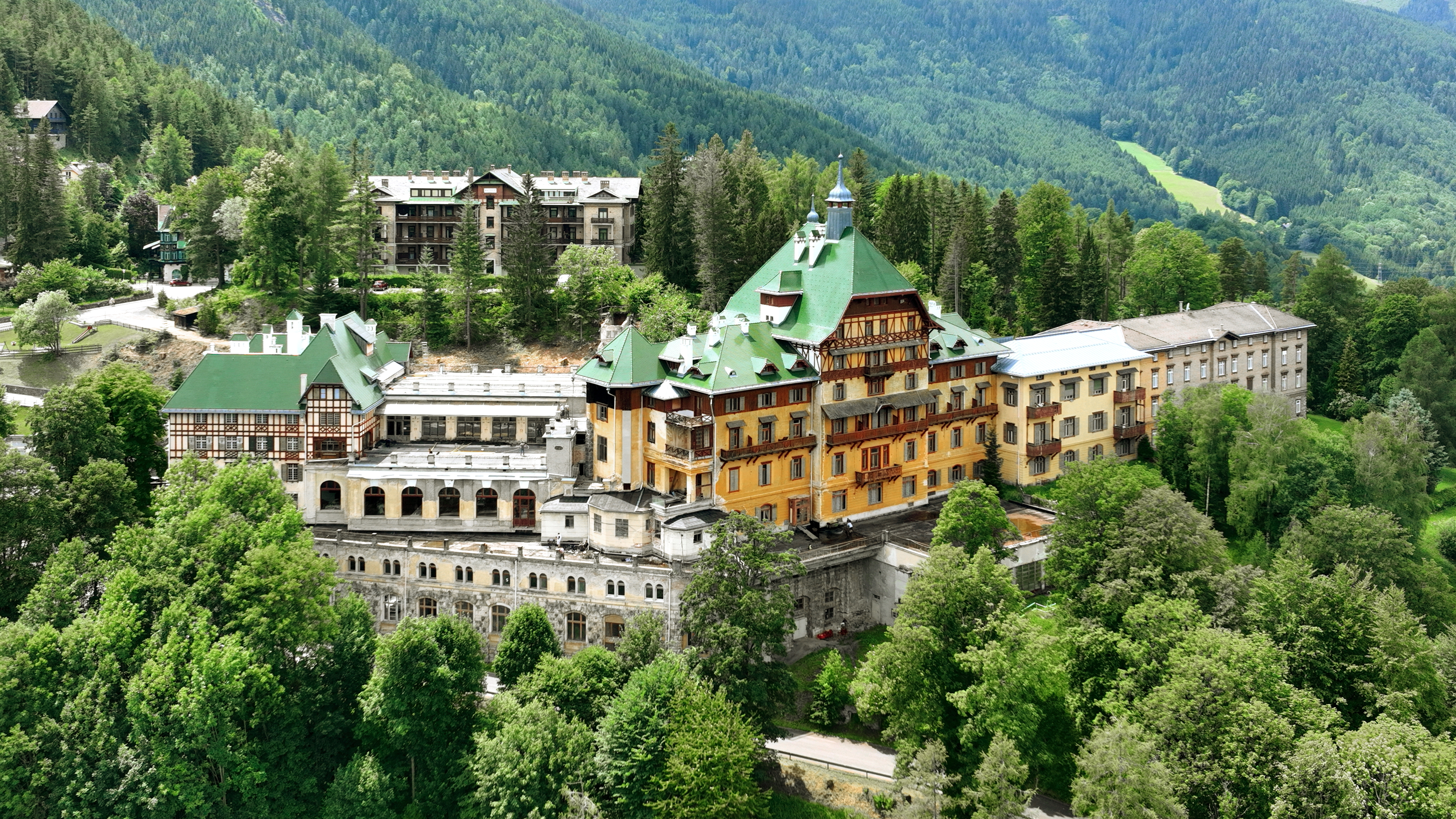
Südbahnhotel am Semmering

Das Südbahnhotel ist ein seit 1882 bestehendes, ehemaliges Grand Hotel nahe dem Semmering-Pass in Österreich. Es befindet sich in der niederösterreichischen Gemeinde Semmering und liegt in Sichtweite der den Pass passierenden Semmeringbahn (Österreichische Südbahn). Das Südbahnhotel war das erste Hotel am Semmering und trug maßgeblich zum Aufstieg der Gemeinde zu einem bedeutenden Luftkurort bei. Es steht allerdings seit Jahrzehnten leer.

## Entstehung
Nachdem in den 1870er Jahren die Südbahn-Gesellschaft den Ausbau ihres Streckennetzes abgeschlossen hatte, wandte sie sich der Errichtung von Bauten entlang den von der Bahn erschlossenen Gebieten zu. Der Ort Semmering auf der Passhöhe war durch die Pionierleistung der Semmeringbahn, ein Teilabschnitt der Südbahnstrecke, von Wien aus in ungefähr zwei Stunden leicht zu erreichen und sollte nun zu einem Ferien- und Luftkurort ausgebaut werden. In diesem Zusammenhang wurde hier auf genau 1000 m Seehöhe das erste einer ganzen Reihe von Eisenbahnhotels der Südbahn errichtet. Der Stil der Hotels der Südbahn-Gesellschaft folgte anfangs einem einheitlichen Schema, sie wurden von Eisenbahningenieuren geplant. Dadurch wirken diese Bauwerke, deren stilistisches Hauptmerkmal die Sichtziegelfassade ist, äußerlich sehr nüchtern und zeigen kaum dekoratives Beiwerk. Dieses nüchterne Erscheinungsbild der Hotels änderte sich erst, als selbstständige, staatlich befugte Architekten beauftragt wurden. Dadurch wurden die Bauwerke vom neuen Stil des Späthistorismus geprägt, der auch bei einem großen Zubau für das Südbahnhotel am Semmering (1901–1903) zu Tragen kam.

## Das ersteSemmeringhotelder Südbahn

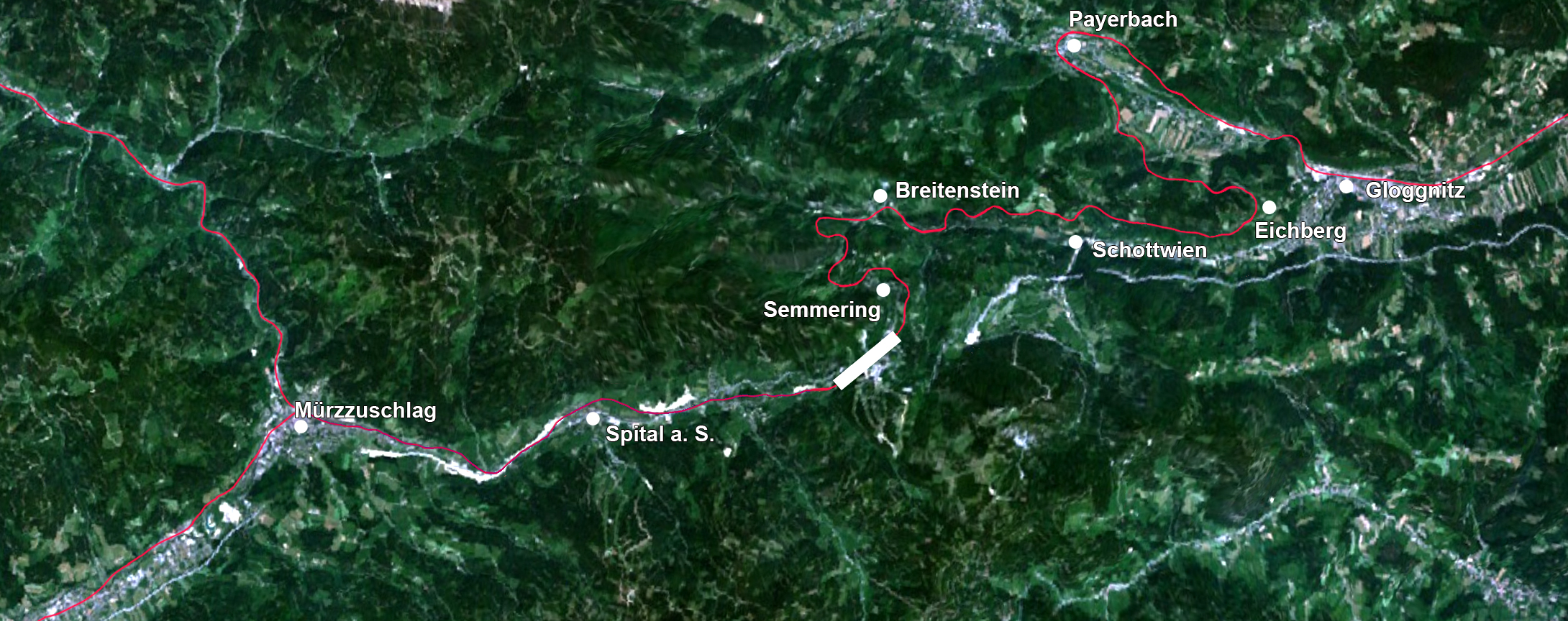
Südbahnstrecke über den Semmering

Die Planung des Hotels am Semmering begann 1880 auf Initiative von Friedrich Julius Schüler, dem Generaldirektor der Südbahn-Gesellschaft. Durch das Hotel sollten, ähnlich dem Grand Hotel Toblach und dem ebenfalls in den 1880er-Jahren begonnenen Aufbau des Kurortes Abbazia (heute Opatija) als Zentrum der k.u.k-Riviera, zusätzliche Einnahmequellen für die Südbahn-Gesellschaft erschlossen werden. Im Jahr 1881 wurde der Grund für das Hotel am Semmering erworben, wobei die Lage für ein einzigartiges Panorama sorgen sollte. Das Hotel sollte den Gästen jeglichen Komfort bieten und durch die Errichtung weiterer Infrastruktur und Sportmöglichkeiten den Annehmlichkeiten eines heutigen All-Inclusive-Resorts entsprechen.
Innerhalb von 14 Monaten wurde das Hotel nach einem Entwurf von Wilhelm von Flattich errichtet, der Hausarchitekt der Südbahn-Gesellschaft war und bereits 1873 den Wiener Südbahnhof und 1878 das Südbahnhotel Toblach geplant hatte. Es hatte drei Stockwerke mit 60 Fremdenzimmern sowie Badeeinrichtungen, Spiel-, Rauch- und Damensalons; ein Post- und Telegraphenbüro und ein Restaurationsgebäude mit großem Speisesaal und Wirtschaftsräumlichkeiten waren vorgesehen. Außerdem sollten sich noch in der Nähe des Hotels ein dazugehöriger Meierhof, Stallungen für die Pferde, Remisen für die Kutschen und Wagen sowie eine Waschanstalt befinden. Die Südbahn-Gesellschaft errichtete eine Straße vom Bahnhof Semmering zum Hotel sowie die notwendige Wasserleitung. Am 15. Juli 1882 konnte das Haus plangemäß eröffnet werden. Als erster Restaurant-Pächter wurde Vinzenz Panhans (1841–1905) gewonnen, der als Koch im Wiener Hotel Lamm seine berufliche Laufbahn begonnen hatte und später mit seinem eigenen Haus, dem Hotel Panhans, schärfster Konkurrent des Südbahnhotels wurde.
Zu Beginn lebte der Semmering, ähnlich wie schon Reichenau an der Rax zuvor, vom Mythos der Habsburger. Gleich nach Eröffnung des ersten Semmeringhotels 1882 sowie der dazugehörigen Villen genossen die höchsten Kreise der Wiener Gesellschaft, Erzherzöge und Minister, selbst Kaiserin Elisabeth die alpine Sommerfrische in der Höhenluft nahe Wien. Der Besuch von derart bedeutenden Mitgliedern der Hocharistokratie war ein wichtiger Faktor für die Entwicklung des Semmerings. Doch allein von diesem Publikum konnte schon damals kein Hotel leben, von Anfang an waren sie daher finanziell auf ein Publikum aus der neuen Hochfinanz angewiesen, denn diese Gesellschaftsschicht war wesentlich spendabler als der traditionelle Adel. In der Hauptsaison waren alle Häuser am Semmering ausgebucht, und entlang der Hochstraße eröffneten in Folge zahlreiche Geschäfte.

## DasGrandhotel Südbahn
Der Semmering entwickelte sich weiter: Nach der Errichtung des Südbahnhotels schossen nicht nur die Villen (wie etwa die Villenkolonie Semmering nach den Richtlinien der Cottage-Bewegung) aus dem Boden, sondern auch weitere Hotels wurden errichtet. 1888 eröffnete Vinzenz Panhans sein eigenes Hotel Panhans, 1909 wurde das Kurhaus Semmering fertiggestellt.
Die Südbahn-Gesellschaft sah sich daher um 1900 veranlasst, ihren Hotelbereich am Wolfsbergkogel nach den damals modernsten Richtlinien des internationalen Hotelgeschäfts zu vergrößern. Wohl auch wegen der Rivalität zwischen dem Panhans und dem Südbahnhotel blieb dieses auch beim großen Zubau weiterhin dem Historismus, genauer gesagt dem Heimatstil treu, mit verstärkter Betonung der Burg- und Schlossromantik, was sich besonders in konservativeren Kreisen großer Beliebtheit erfreute.

### Architektur und Innengestaltung
Das Grand Hotel war weithin sichtbar und wurde dadurch bald zum Wahrzeichen des Semmerings. Bei seiner Fertigstellung im Jahr 1903 entsprach das Erscheinungsbild des von Alfred Wildhack gemeinsam mit Robert Guido Elio Freiherr von Morpurgo durchgeplanten neuen Südbahnhotels in allen Bereichen den mittlerweile aufgekommenen Vorstellungen eines „Palasthotels“, der luxuriösesten Form der gehobenen Hotelkategorie. Ein zur Mitte hin gestaffelter Baukörper mit dominierendem Turm, in dem das Hauptstiegenhaus untergebracht war und unter dessen Dach sich ein hölzerner Wandelgang befindet, gehörte ebenso zur architektonischen Sprache dieses Trakts, wie die zwei blechgedeckten Zwiebeltürmchen, die bedachten Rauchfänge und die mit Biberschwänzen gedeckte komplexe Dachlandschaft. Talseitig prägten vor allem der Mittelrisalit, das tief herunter gezogene Hauptdach und die reich verzierten Holzbalkone das Bild dieses Bauabschnitts. Der Eindruck einer repräsentativen Höhenresidenz ist durchaus beabsichtigt. Ländliches Flair hingegen wird vor allem durch rustikale Details, wie etwa Sockel aus Buckelquadern, holzumfasste Fenster sowie Fachwerk, erzielt. Diese von traditioneller, alpiner Architektur inspirierte Formensprache des Heimatstils findet sich auch in den einfacheren Nebenbauten wie etwa der Meierei wieder.
Neben diesen äußeren Merkmalen war aber vor allem die Anwesenheit eines hochgestellten, teils aristokratischen Publikums der wichtigste Empfindungsträger eines „Palasthotels“. Zusätzlich zu den Gästen aus den alten, aristokratischen Kreisen bot das neue Südbahnhotel am Semmering gleichzeitig der neuen vermögenden Klientel eine entsprechende Kulisse zur Selbstdarstellung. Diese fand im und um das Hotel statt und setzte sich auf der Promenade fort. Diese war quasi zum exterioren Gesellschaftsraum des Hauses geworden. Was in der österreichisch-ungarischen Monarchie Rang und Namen hatte flanierte auf ihr, um zu sehen, vor allem aber, um gesehen zu werden.
Im Haus selbst boten die Salons, wie etwa der „Rote Salon“, Spiel- und Rauchzimmer die Möglichkeit zur Selbstinszenierung und wer die roten Sisalläufer der Bel Etage betrat, war, wie es damals so schön hieß, „entweder der Creme der Gesellschaft zuzurechnen – oder Zimmerkellner…“. Über beiden Gruppen schwebte der aus Preußen stammende Hoteldirektor Seibt: Stets begleitet von einem kleinen, von Zeitzeugen als „echten Köter“ bezeichneten dreibeinigen Hund führte er nicht nur das Kommando über eine Heerschar von Angestellten, er führte unter seinen Gästen auch geschickt soziale Regie. Allgegenwärtig in Halle und Bel Etage hielt er die Luxus-Unterhaltungsmaschine über ein Vierteljahrhundert am Laufen, vermied oder förderte das Aufeinandertreffen von Gästen, arrangierte Auftritte und Abgänge in der nicht enden wollenden Kette feiner Akteure.
Die Einrichtung der Zimmer stand der Noblesse der Gäste um nichts nach. Zum Großteil vom Kunstmöbelatelier Bothe & Ehrmann (K. u. k. Hoflieferanten, Wien I / Agram) entworfen und gefertigt, glich das Interieur kaum eines Zimmers exakt dem anderen. Dennoch war eine gewisse Einheitlichkeit in dem hellen, eichenfurnierten und kirschfarben gebeizten Mobiliar beabsichtigt. Die feinen Unterschiede ergaben sich aus dem Detail, dem Muster der Intarsien, den Leisten und Formen. Da gab es etwa glasbeplattete Spiegeltische mit eckigen oder ovalen Spiegeln, breiter oder schmäler, regelrechte Schreibtische usw. Edle Teppiche bedeckten das Parkett. Luxuriöse Waschräume und Bäder waren 1903 im Südbahnhotel bereits selbstverständlich.
Nach kleineren An- und Umbauten 1908 kam 1912/1913 ein ebenfalls von den beiden Architekten Wildhack und Morpurgo geplanter Restaurationstrakt, der „Trakt der großen Säle“ (Speisesaal, Grüner Salon, Gelber Salon, Bibliothek, Waldhofsaal, Bierstüberl und Kinosaal) hinzu, der mit seinen holzrostbelegten Terrassendecks ein wenig an Schiffsarchitektur erinnern sollte. Das ging so weit, dass die beweglich ausgeführte Markise der dem Waldhofsaal vorgelagerten Terrasse stilisierte Schiffsdavits verkörperte. Im Erdgeschoß gelangte man über ein Vestibül in den mit Stuck reich verzierten Speisesaal, der als Blickfang stirnseitig über einen Alkoven mit Bühne verfügte, auf dem ein extra für diesen Saal angefertigter Konzertflügel thronte. Neben den drei, mit altägyptischen Motiven gestalteten, riesigen Hauptlüstern sorgten unzählige auf den die Säulen überspannenden Bögen angebrachte Deckenschalenlampen mit geschliffenen Bleikristallgläsern und vergoldeten getriebenen Messingblechrahmen auf Holzplatte für strahlendes Licht. Seitlich anschließend an den Speisesaal lag der Grüne Salon, durch den man in den wesentlich kleineren Gelben Salon gelangte. Beide Räume sind nur mehr teilweise im Originalzustand, im mehrmals modernisierten Grünen Salon machen sich besonders die fehlenden hinterlüfteten Messingrosetten für die Lüster störend bemerkbar. Sie wurden durch Stuckelemente ersetzt. Über den Grünen Salon erreicht man auch eine große Terrasse, die gleichzeitig das Dach des nunmehr in das Stiegenhaus integrierten Post und Telegraphenamts bildet. Über dem Speisesaal – und vom Vestibül aus über eine Nebentreppe, genannt „Waldhofstiege“ erreichbar – befindet sich ein Frühstückssaal, der auch als Ballsaal genutzt wurde, der Waldhofsaal, von dem aus man über einen, die Straße überspannenden Brückenbogen und einen daran anschließenden, zum Teil unterirdischen Gang in die 1901 erbaute Dependance „Waldhof“ gehen konnte. Ebenso war der Zugang zum Waldhofsaal und der dazugehörigen Terrasse vom Zimmertrakt über ein großes Stiegenhaus möglich, das sich vom Posttrakt bis zur obersten Terrasse, dem „Promenadendeck“ über dem Waldhofsaal, durchzog. Daneben und durch eine Glastüre vom Saal getrennt liegt die Bibliothek, die neben Stofftapeten auch über eine interessante Radiatorenverkleidung verfügte. Sie bestand aus ineinandergehängten quadratischen Messingplatten, die streng geometrisch und sachlich ausgeführt dem historistischen Ambiente des Raumes ein modernes Detail entgegensetzten.
Obwohl noch deutlich im Historismus verhaftet, finden sich im Trakt von 1912 immer wieder Motive des floralen und gelegentlich auch des ornamentalen Jugendstils. Seltener finden sich streng geometrische Details, die bereits in Richtung Moderne weisen. In der Gestaltung der Fassaden ist dieser Bauabschnitt bis auf die auffälligen Dachterrassen jedoch dem historistischen Konzept treu geblieben. Genau diese Mixtur der Stile ist es, die das Ensemble so einzigartig macht und als „Semmeringstil“ in die Kunstgeschichte eingegangen ist.
Ebenfalls im Trakt von 1912 befand sich auch noch der heute größtenteils entkernte Dienstbotentrakt mit der 12 Meter hohen Küche und ihren Nebenräumen. Sie verfügte genauso wie die Säle über ein – auch bei Theaterbauten der Epoche verwendetes – ausgeklügeltes Lüftungssystem, das die über große, im Dachstuhl untergebrachte, Lüfterhäuser angesaugte Frischluft über in den den Gästen zugänglichen Räumen im Stuck und in Lampenrosetten versteckte Auslässe ins Gebäude brachte bzw. die verbrauchte Luft abtransportierte.
Unterhalb der Küche liegt das sogenannte Bierstüberl, ein mit reichlich bemaltem Scheingewölbe, Säulen und einem pseudorustikal holzvertäfelten Nebenraum ausgestatteter Bereich, der über einen eigenen Eingang und eine eigene kleine Küche verfügte. Ebenfalls auf dieser Ebene befand sich ein großer Saal, der als Kino genutzt wurde. Der Trakt von 1912/1913 verkörperte mit selbstverständlicher Leichtigkeit den verschwenderischen Luxus der Zeit und machte damit das Südbahnhotel endgültig zu einem, wenn nicht dem führenden Haus Mittel- und Osteuropas. Ein ansprechendes Jugendstil-Werbeplakat für das Haus wurde vom Künstler Gustav Jahn entworfen.
Franz Panhans, der Sohn des 1905 verstorbenen Vinzenz Panhans gab nun 1912 seinerseits dem Architekturbüro von Ferdinand Fellner und Hermann Helmer den Auftrag, sein Hotel Panhans durch einen 128 Meter langen Zubau zu vergrößern. Nach der Fertigstellung des neuen Grandhotel-Trakts im Jahr 1913 gehörte das Panhans mit 400 Zimmern zu einem der größten Hotels Mitteleuropas. Man sprach so zumindest vom größten Haus auf dem Kontinent.

### Parkanlagen
In der Gartengestaltung orientierte sich die Südbahn-Gesellschaft an englischen Idealen, indem man die Landschaft ringsum zu einem monumentalen Park zusammenfasste und mit zusätzlichen Bauten wie einer „Meierei“ bereicherte. Dieser Park war hauptsächlich zum Betrachten errichtet, wobei durchaus auch eine romantische Stimmung erzeugt werden sollte. Das damalige Aussehen dieser Gartenanlage ist schwer zu rekonstruieren. Gesichert ist einzig, dass der Park symmetrisch mit Blumenbeeten gestaltet war und eine ovale Betonung der Gartenmitte gebildet wurde. Vor der Dependance „Waldhof“ vervollständigte ein kleiner Alpengarten diesen besonderen Ort.
Im Winter wurde der gesamte Park des Südbahnhotels in ein riesiges Sportparadies mit hoteleigenen Schiwiesen und Eislaufplätzen umgewandelt, die per Schlittenpendelverkehr erreichbar waren. Daneben gab es eine Bob- und Skeletonbahn sowie eine 2.000 m lange Naturrodelbahn, die vom Pinkenkogel bis zum Hotel führte. Das Südbahnhotel verfügte zusätzlich über eine eigene Skisprungschanze auf der Schiwiese des hoteleigenen Golfgeländes. Dieser großzügige Sportanlagenbau sowie die günstigen Schneeverhältnisse machten den Semmering zum bedeutendsten Wintersportort Österreichs. Vor allem in der Zwischenkriegszeit lockten die FIS-Wettkämpfe tausende Sportbegeisterte auf den Semmering.
Kaum hatten sich der Winter- und der Motorsport am Semmering und rund um das Südbahnhotel entwickelt, trat auch der Sommersport in Erscheinung. Wurden die Wiesen im Winter für den Skisport genützt, so verwandelten sie sich im Sommer zu einem einzigartigen Golfplatz. Kurios ist dabei sicherlich der Umstand, dass ein tief ins Tal hinunter gehender Golfabschlag im Winter zur Sprungschanze umfunktioniert wurde.

## Das Südbahnhotel in der Zwischenkriegszeit
In der Zwischenkriegszeit kam es am Semmering bei beinahe allen bestehenden Hotels zu vielen Um- und Erweiterungsbauten. Die Hotels wurden laufend modernisiert und ihre Infrastruktur dem letzten Stand der Technik angepasst. Zu den wichtigsten Bauprojekten des Südbahnhotels gehörte die von Emil Hoppe und Otto Schönthal 1929 entworfene Autogarage mit 46 zum Teil beheizbaren Boxen sowie einer Werkstatt, heizbarem Waschraum, Tankstelle und bequemen Chauffeurzimmern. Der fertiggestellte erste Teil der Garage wurde jedoch 1982 abgerissen und durch eine Wohnhausanlage ersetzt.
Nach Errichtung der Garage plante man ab 1932 eine Verbreiterung und Umgestaltung des alten Hoteleingangsbereichs. Der ebenfalls von den Otto-Wagner-Schülern Hoppe und Schönthal entworfene neue Eingangsbereich, der 1934 dem ehemaligen kleinen Hoteleingang von 1903 eingeschoßig vorgesetzt wurde, ummantelt seither den markanten Turmfuß. Der dominante Turm des Hauptstiegenhauses, dessen Fuß nun vom Mauerwerk des Eingangsbereichs verdeckt ist, veränderte dadurch deutlich seine Wirkung. Bestärkt wird dieser neue, moderne Eindruck noch durch ein vorgelagertes freitragendes Vordach. Das Foyer ist nun durch eine Drehtür zu betreten, auf deren höchster Stelle mittig eine quadratische nickelgefasste Uhr angebracht ist. Im Anschluss befinden sich zwei in die palisanderfurnierte Holzkonstruktion integrierte Telefonkabinen, sowie die Rezeption und Concierge. Ebenfalls integriert, allerdings im hinteren Teil des Foyers und für den Besucher erst auf den zweiten Blick erkenntlich, war ein zweiter Aufzug, der jedoch im Zuge der Umbauarbeiten Anfang der 1990er Jahre zerstört wurde. Beleuchtet wird das Foyer durch drei in die Decke eingelassene nickelgefasste Milchglas-Lichtbahnen. Gegliedert wird der Raum durch quadratische Pfeiler, die beiden mit Linoleum belegten Pulte des Empfangs und die Drehtür mit den beiden Nebentüren. Die Drehtür etablierte sich damals als unerlässliches Ausstattungsdetail eines Grand Hotels. Sie ist verbindendes Element zwischen innen und außen zugleich auch ein Kontrollpunkt, der von einem livrierten Pagen bedient werden konnte. Im Falle des Südbahnhotels war dieser Page leicht an seinem Markenzeichen, dem Tellerkäppi mit der Aufschrift „Südbahnhotel“ zu erkennen, das, von einem hellbraunen Lederriemen gehalten, schräg auf dem Kopf getragen wurde.
Die Originaleinrichtung der Bar aus den 1930er Jahren ist heute noch zum größten Teil vorhanden, wenngleich auch durch die Einwirkungen der Zeit in verändertem Zustand. Die ins Auge fallenden Details an dem zur Bar gehörenden Café sind eine gläserne Lichtkuppel und ein Buntglasfenster. Doch noch immer zeigt sich in dem eigentlich aus drei Stilen gemischten Raum mit seinen dunklen Holztäfelungen, Säulen und den mit beigem Marmorit belegten, quadratischen Tischchen, die kühle Eleganz dieser Epoche.
Als bedeutendstes Werk der Moderne gilt am Semmering das 1932 ebenfalls von Hoppe und Schönthal errichtete Hallenbad des Südbahnhotels. Die damals hochaktuelle Schlichtheit des Hallenfreibads zeigt sich besonders an den Außenfronten, die aus beweglichen Glas-Sprossen-Fenster bestehen. Diese liegen zwischen den tragenden Pfeilern, die im Inneren mit gelben Marmoritplatten belegt wurden. Die Badehalle selbst wurde ebenfalls mit einer zweifarbig in Bahnen gestalteten Marmorit-Verkleidung ausgestattet. Sie war in der Hauptfarbe Weiß mit schmäleren, orangeroten Streifen gehalten. An dieses Farbkonzept knüpfte auch die teilweise erhaltene Originalbestuhlung an. Sie war von den Architekten selbst klar und funktionell entworfen aus orangerot lackiertem Stahlrohr mit Holzlattenauflage und Stofflehne ausgeführt. Vernickelte Beleuchtungskörper mit je vier ca. 50 cm langen elektrischen Kerzen auf jeweils drei Ebenen aus Vierkantrohr gefertigt, komplettierten das sachlich-moderne Ambiente. Die beiden Architekten, die neben Marcel Kammerer zum innersten Kreis der Schüler Otto Wagners gezählt werden, platzierten ihre Namen in 5 cm hohen und 5 mm erhabenen Nickellettern im Durchgang vom Haupthaus zur Badehalle. Die gleichen Lettern verwendeten sie zwei Jahre später auch zur Beschriftung der Säulen im Foyer, die dem Eintretenden als Blickfang dienten und ihn über die möglichen Aktivitäten während des Aufenthalts informieren sollten.
Berühmte Gäste des Hotels in der Zwischenkriegszeit waren u. a. Oskar Kokoschka, Alma Mahler-Werfel, Adolf Loos, Koloman Moser und Gerhart Hauptmann.

## Das Südbahnhotel seit 1938

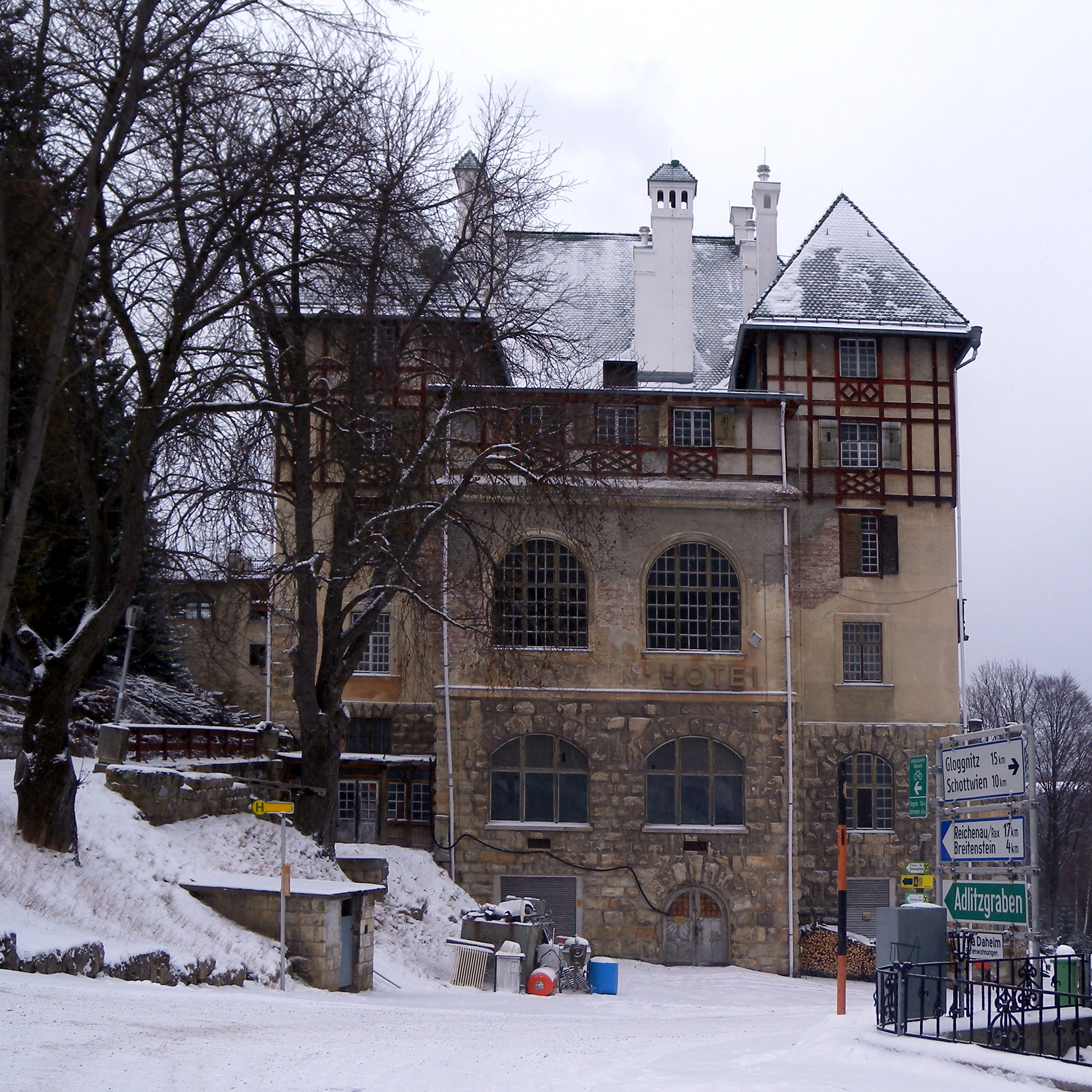
Straßenfassade des Südbahnhotels im Dezember 2012

Mit dem Anschluss Österreichs an das Deutsche Reich im März 1938 begann eine Zeit des stetigen Niedergangs. Vor allem die vorher zahlreich erschienenen, großbürgerlichen jüdischen Gäste blieben nun mit einem Schlag aus.
Im April 1945, gegen Ende des Zweiten Weltkriegs, war die Gegend rund um das Hotel Schauplatz heftiger Kämpfe zwischen der späteren deutschen 9. Gebirgs-Division (Ost) und der Roten Armee, die über den Semmering-Pass in die Steiermark vorzudringen versuchte. Das Südbahnhotel wurde dabei zeitweise von der deutschen Wehrmacht als Gefechtsstand genutzt. Besonders verlustreiche Kämpfe tobten um die Wäscherei und die Meierei des Hotels. Beide Gebäudekomplexe wurden Anfang April von den vorrückenden Sowjet-Soldaten besetzt und anschließend in mehreren Gegenangriffen, bei denen zahlreiche Soldaten beider Seiten ums Leben kamen, durch Alarmeinheiten, die Anfang Mai in der deutschen 9. Gebirgs-Division zusammengefasst wurden, wieder zurückerobert.
Nach Kriegsende wurde der Betrieb zwar wieder aufgenommen, große Geschäftserfolge blieben jedoch in den Folgejahren aus. Das Südbahnhotel hatte seinen Zenit überschritten und entsprach nicht mehr den geänderten Anforderungen im Tourismus, der Semmering war als Reiseziel uninteressant geworden. Ab den 1960er Jahren wurde der Betrieb nach und nach stillgelegt.
Ende der 1960er Jahre übernahm der österreichische Liegenschaftsentwickler Alexander Petritz das Südbahnhotel mit allen dazugehörenden Liegenschaften. Nachdem man das erste Hotelgebäude 1974 in eine Eigentumswohnungsanlage umgewandelt hatte, ist heute fast nichts mehr von der Originaleinrichtung des Semmeringhotels von 1882 erhalten. Nur die Fassade, der ornamentale Mosaikboden im Vestibül und die in der axialen Gebäudemitte liegende Holztreppe mit dem floralen Gusseisengeländer und dem hölzernen Handlauf sind weitestgehend unverfälscht erhalten und gehen auf die Entstehungszeit von 1882 zurück. Im Rahmen dieser Aufteilung wurde auch die 1901 entstandene Dependance „Waldhof“ dem damaligen Zeitgeist entsprechend in ein Apartmenthaus umgewandelt. 1976 endete der Hotelbetrieb gänzlich.
Nach und nach wurden auch der Golfplatz mit der Meierei, die Dependance neben dem Kurhaus, der Grund der ehemaligen Garage und die alte Wäscherei abgetrennt. 

## Revitalisierung
Die Grundstücke des Hotels und damit auch das Gebäude selbst standen von 1994 bis 2021 im Eigentum der Klinik Bavaria, die Rehabilitationskliniken betreibt. Der Hotelbau wird nicht intensiv genutzt. Das Haupthaus und der Restaurationstrakt von 1912/1913 stehen nach einer Teilsanierung Anfang der 1990er Jahre durch den deutschen Besitzer, die vor allem die Dachlandschaft und Teile der Haustechnik betraf, leer. Die Festspiele Reichenau bespielten von 2000 bis 2010 in den Sommermonaten das Gebäude, das mit seinen vergleichsweise wenigen im Haupttrakt verbliebenen Zimmern und vielen Sälen tatsächlich eher einem Theaterbau als einem Hotel gleicht.
Im Sommer 2006 sollte das Südbahnhotel an eine liechtensteinische Investorengruppe verkauft werden, was jedoch scheiterte. Bis zum Sommer 2017 blieben die Türen des Südbahnhotels weiterhin verschlossen. Ab dieser Saison nutzte der Kultur.Sommer.Semmering unter Intendant Florian Krumpöck das Südbahnhotel als Spielstätte.
Am 5. November 2021 wurde über den Verkauf des Südbahnhotels Semmering von der Klinik Bavaria Rudolf Presl GmbH an eine zu 100 % der Christian Zeller Privatstiftung zurechenbare Gesellschaft berichtet, die SBH Immobilienbesitz GmbH, die eine Revitalisierung als Hotel mit Nutzung für Kultur beabsichtigt. Im März 2025 begab der Eigentümer eine nachrangige Wandelanleihe und gab an, mit dem gesammelten Kapital das Hotel generalsanieren zu wollen. Am 14. Juli 2025 unterzeichnete der Gemeinderat von Semmering eine Zukunftsvereinbarung. Damit wurde ein Raumordnungsvertrag beschlossen, der die rechtliche Grundlage für die Revitalisierung des historischen Südbahnhotels schafft. Ziel ist die Umgestaltung des Gebäudes zu einem Grand Hotel mit zeitgemäßer Ausstattung unter Berücksichtigung von Denkmalschutz, Naturschutz, nachhaltigem und sanftem Tourismus sowie Anrainerbedürfnissen bis hin zu den wirtschaftlichen Rahmenbedingungen.

## Kulturelle Nutzung
Nach der Übernahme durch Christian Zeller zeigten sich Landeshauptfrau Johanna Mikl-Leitner und der Tourismuslandesrat zuversichtlich. Der Kultur.Sommer.Semmering von Florian Krumpöck übersiedelte 2022 ins nahe gelegene Hotel Panhans. Künstlerische Leiterin für die Veranstaltungen im Südbahnhotel wurde sodann Ingrid Skovhus, Geschäftsführer Stefan Wollmann. Deren Kulturprogramm brachte 2022 allerdings nicht den erwünschten Erfolg, sodass für 2023 Paulus Manker mit seinen Erfolgsproduktionen "Alma - A Show Biz ans Ende" und "Die letzten Tage der Menschheit" für das Südbahnhotel gewonnen wurde. 
Im Sommer 2023 wurde im Südbahnhotel 32 Mal vor ausverkauftem Haus das Simultandrama „Alma“ aufgeführt, daran anschließend im September 2023 in einer sechstündigen Aufführung das Monumentaldrama "Die letzten Tage der Menschheit" von Karl Kraus. Nach diversen Meinungsverschiedenheiten und mehreren Gerichtsverfahren – medial ausgiebig transportiert – endete die Zusammenarbeit zwischen Christian Zeller und Paulus Manker. Die Auseinandersetzungen gipfelten am 3./4. August 2023 im Überfall eines 10köpfigen Schlägertrupps unter Führung des Südbahnhotelbesitzers Christian Zeller auf die Vorstllung von "Alma" im Südbahnhotel, der das Publikum und die Mitarbeiter der Alma Theaterproduktion „bedrängte, belästigte und bedrohte“. Dies geschah in der Absicht, 10 Personen, an die das Südbahnhotel zuvor unerlaubt Karten verkauft hatte, in die Vorstellung hineinzupressen. Nur der Einsatz einer Security-Firma und das Eingreifen der Polizei konnte am 4. August  Schlimmeres verhüten.
2025 wurde der Trägerverein in "Kulturverein Südbahnbühne" umgewandelt, das Südbahnhotel gab ihre eigenen Kulturveranstaltungen auf und vermietete das Hotel in den Sommermonaten an die Festspiele Reichenau.
Für eine Balletteinspielung zum Neujahrskonzert 2025 der Wiener Philharmoniker dienten die Räume des Südbahnhotels als Kulisse.

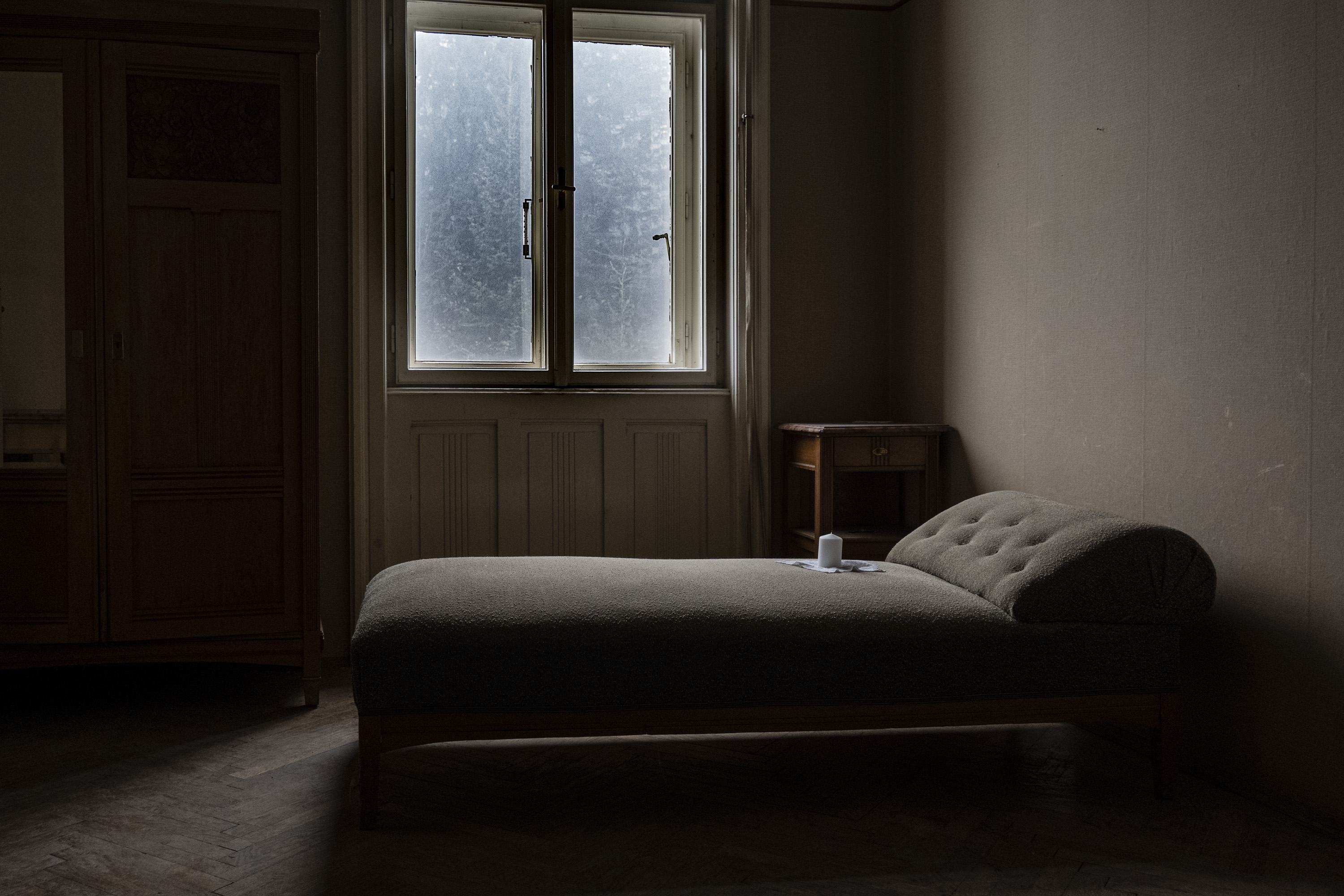
Verlassenes Südbahnhotel

## Bildergalerie

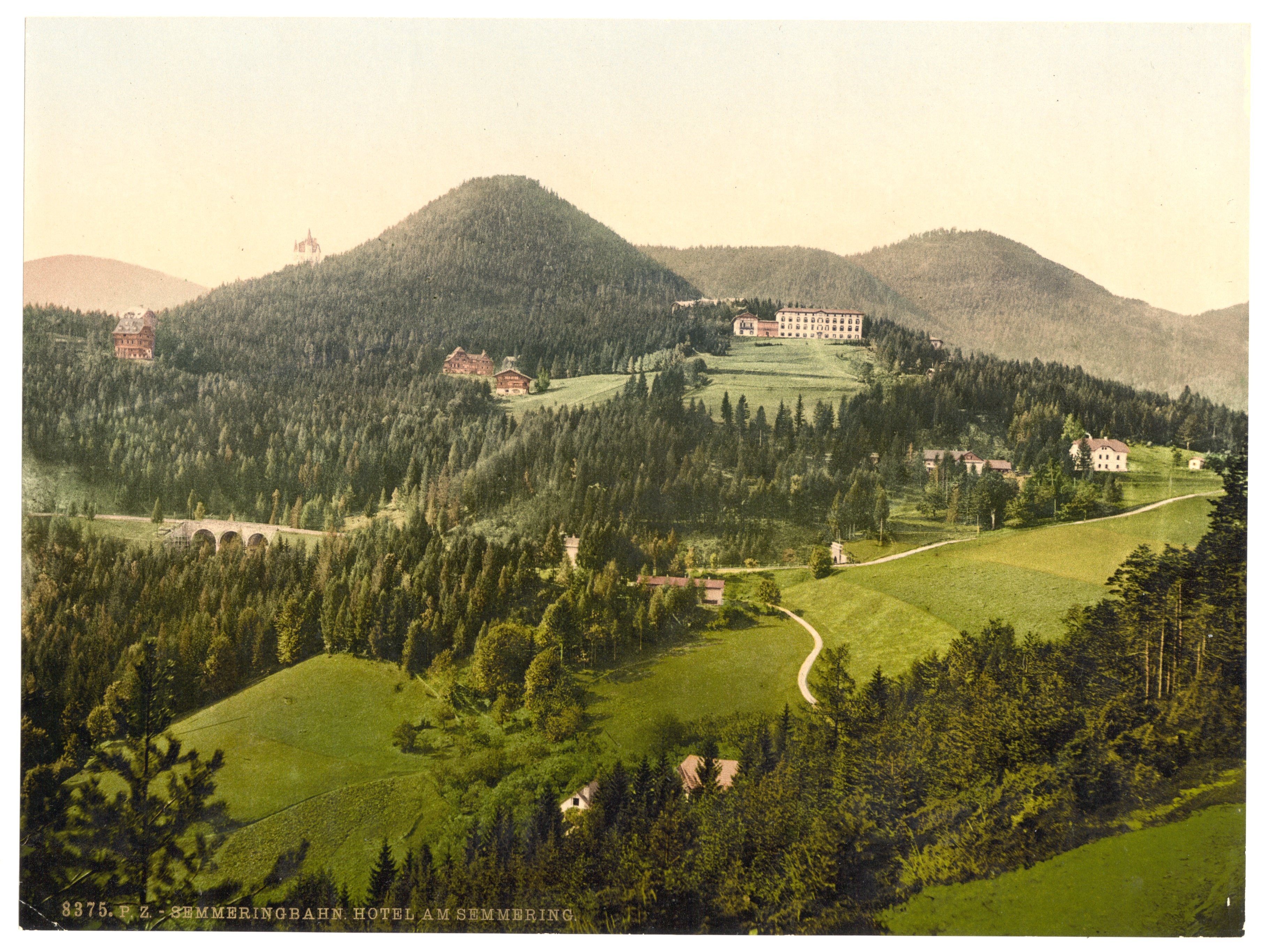
Das erste Hotel der Südbahn-Gesellschaft am Semmering (um 1890)
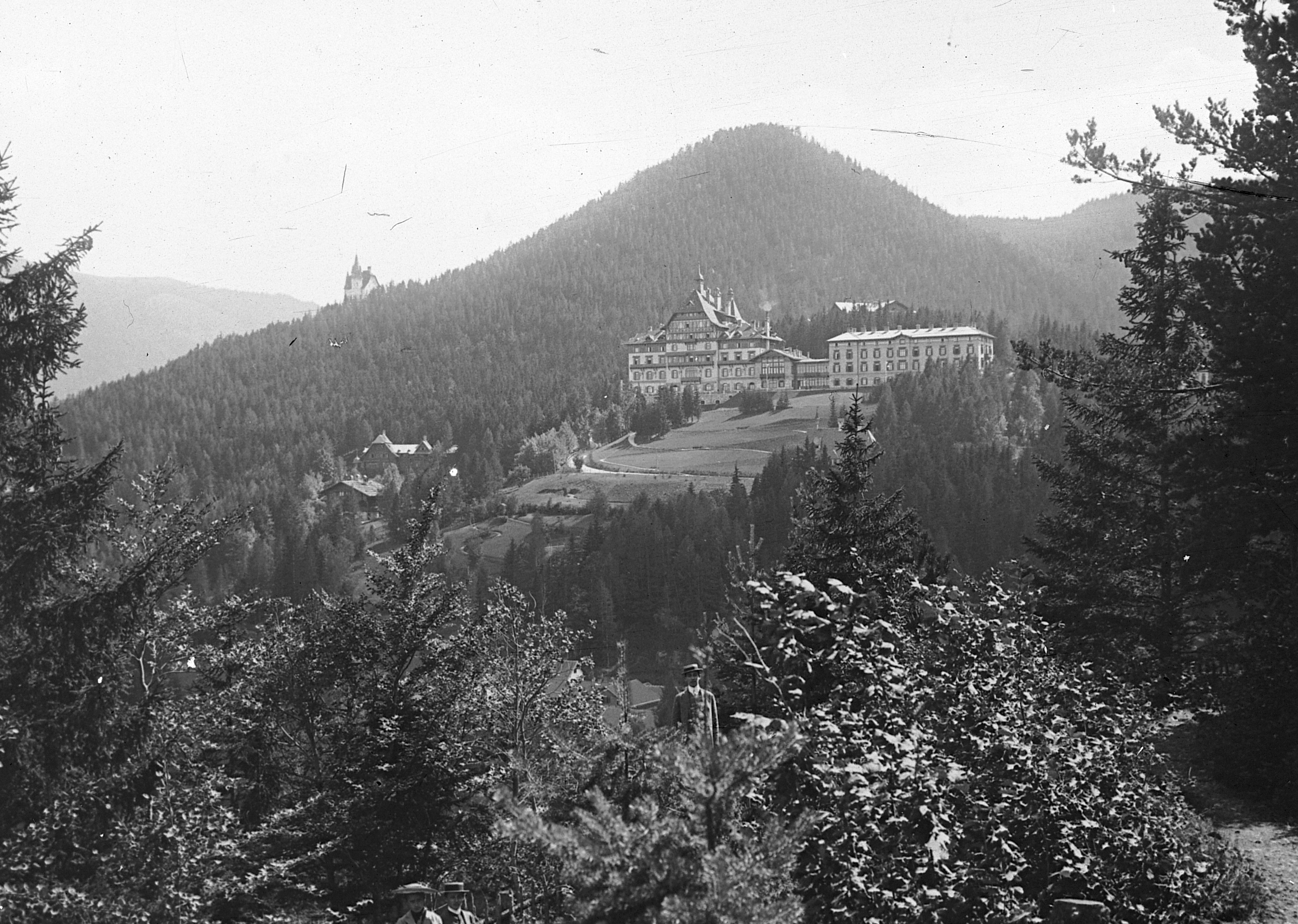
Das erweiterte Hotel im Jahre 1908, links am Berg das Silbererschlößl
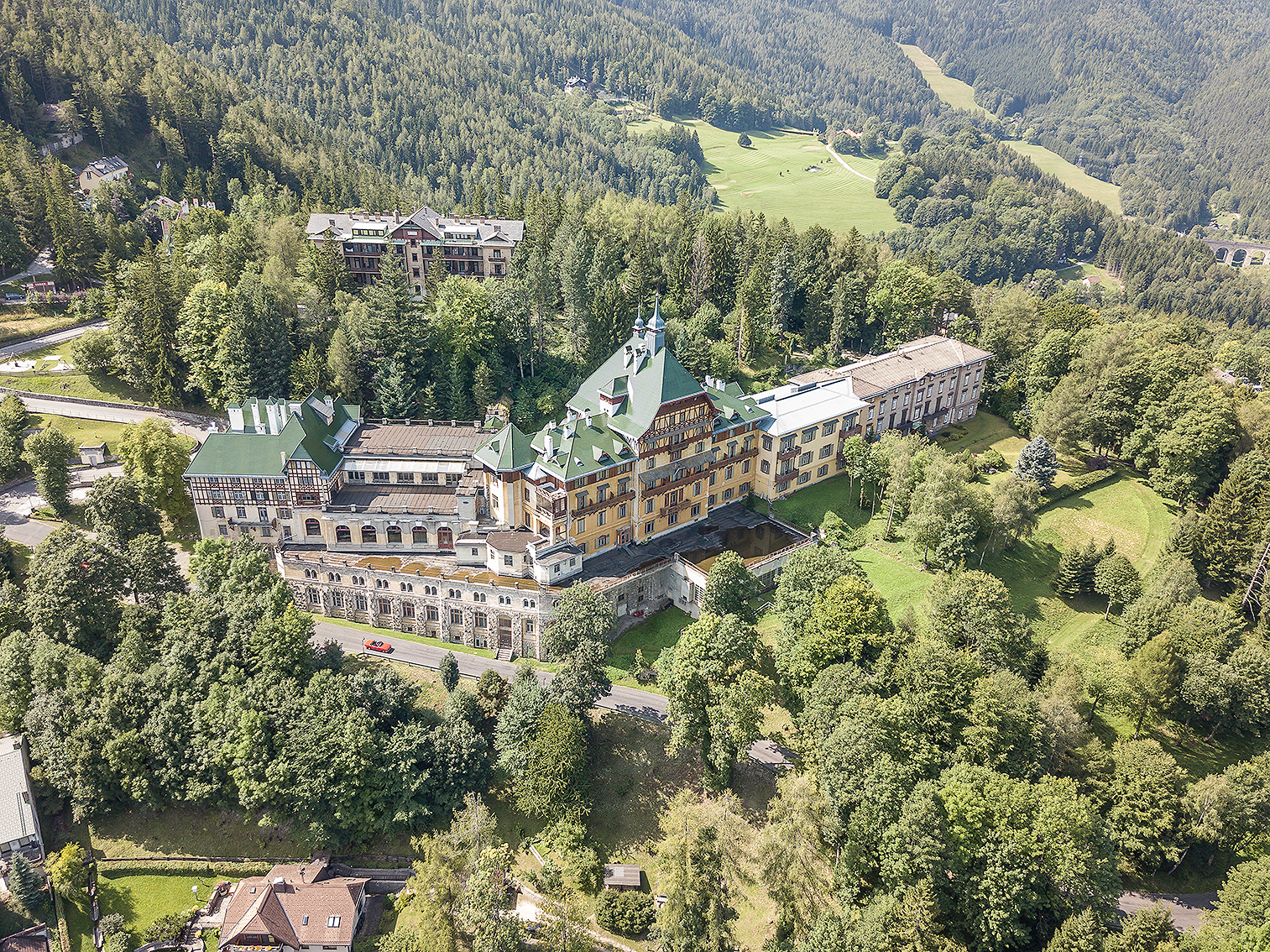
Das leerstehende Hotel-Ensemble 2017
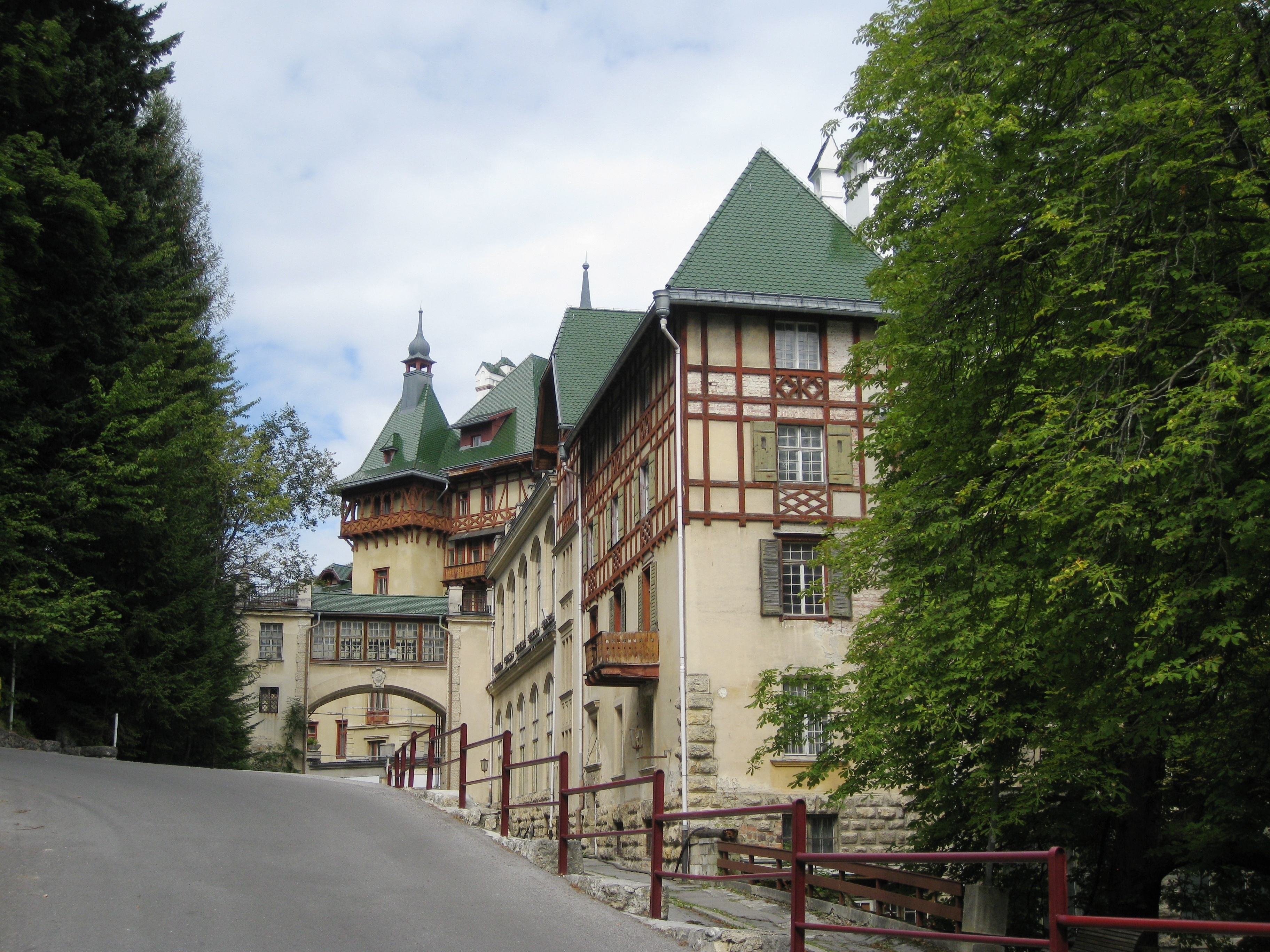
Hotelzufahrt
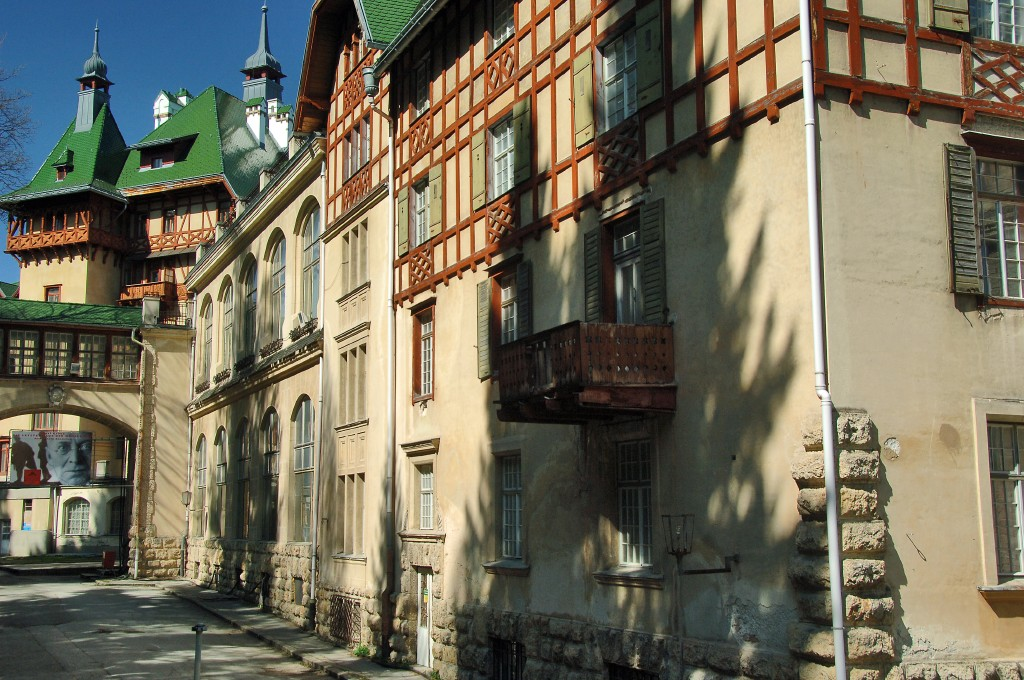
Mischung unterschiedlicher Baustile am Gebäudeteil bei der Hotelzufahrt
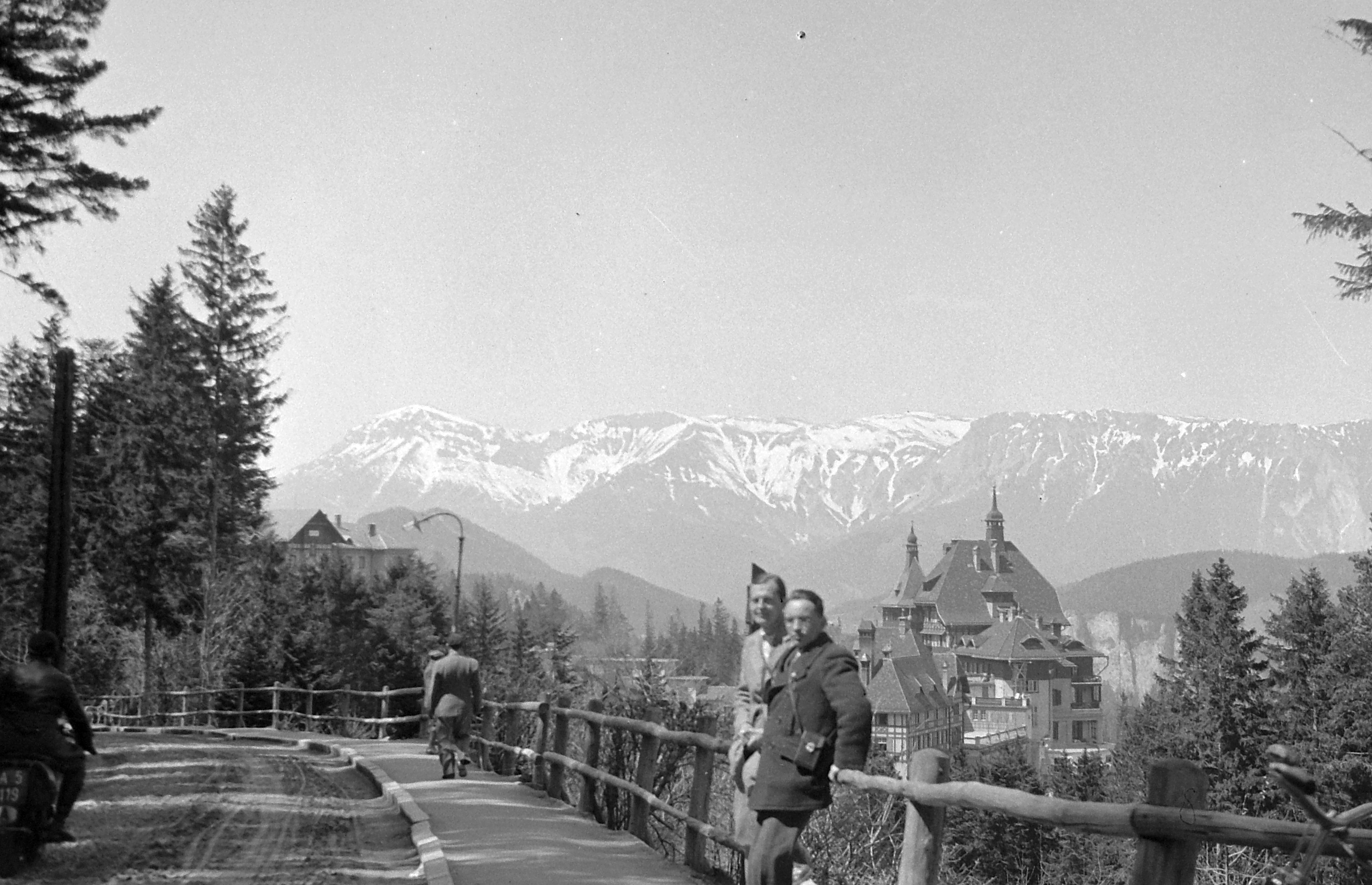
Gäste auf der Hochstraße vor Hotel und Rax (1939)
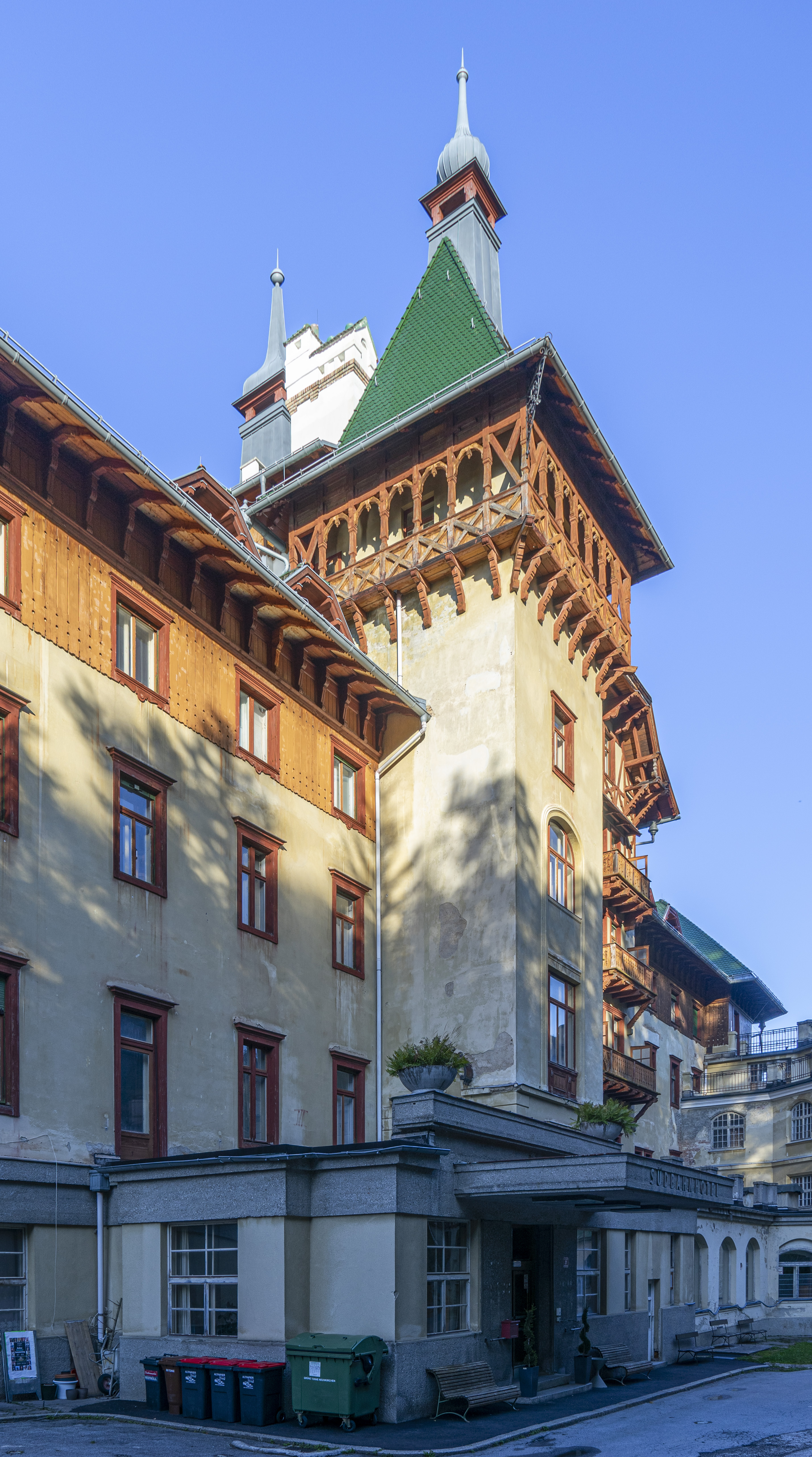
Eingangsbereich mit Stiegenhaus-Turm
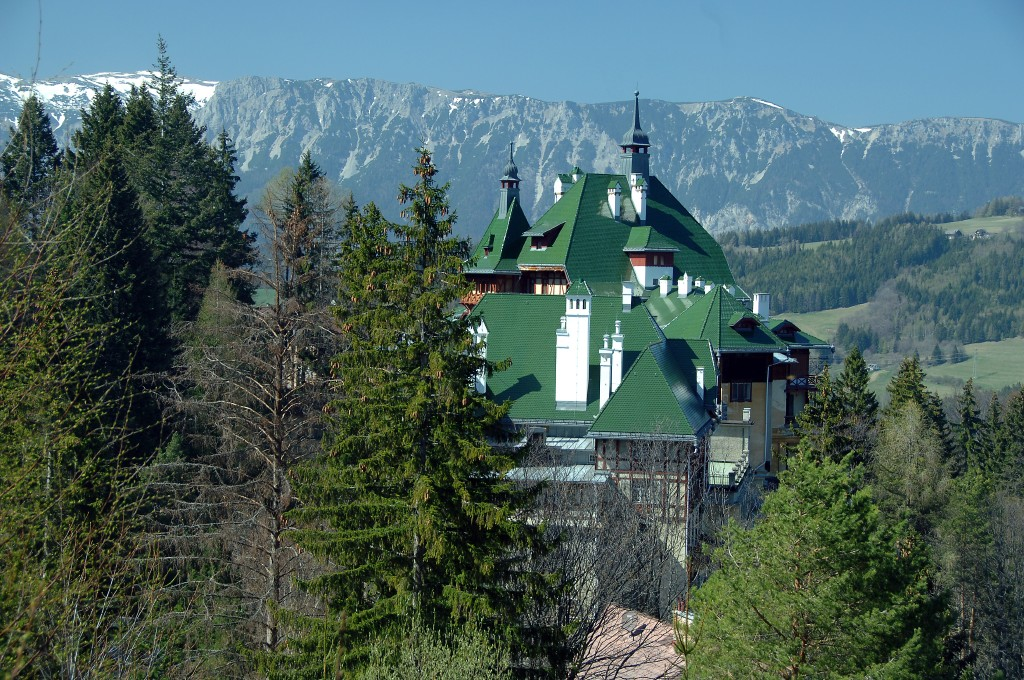
Die pittoreske Dachlandschaft mit Blick gegen die Rax
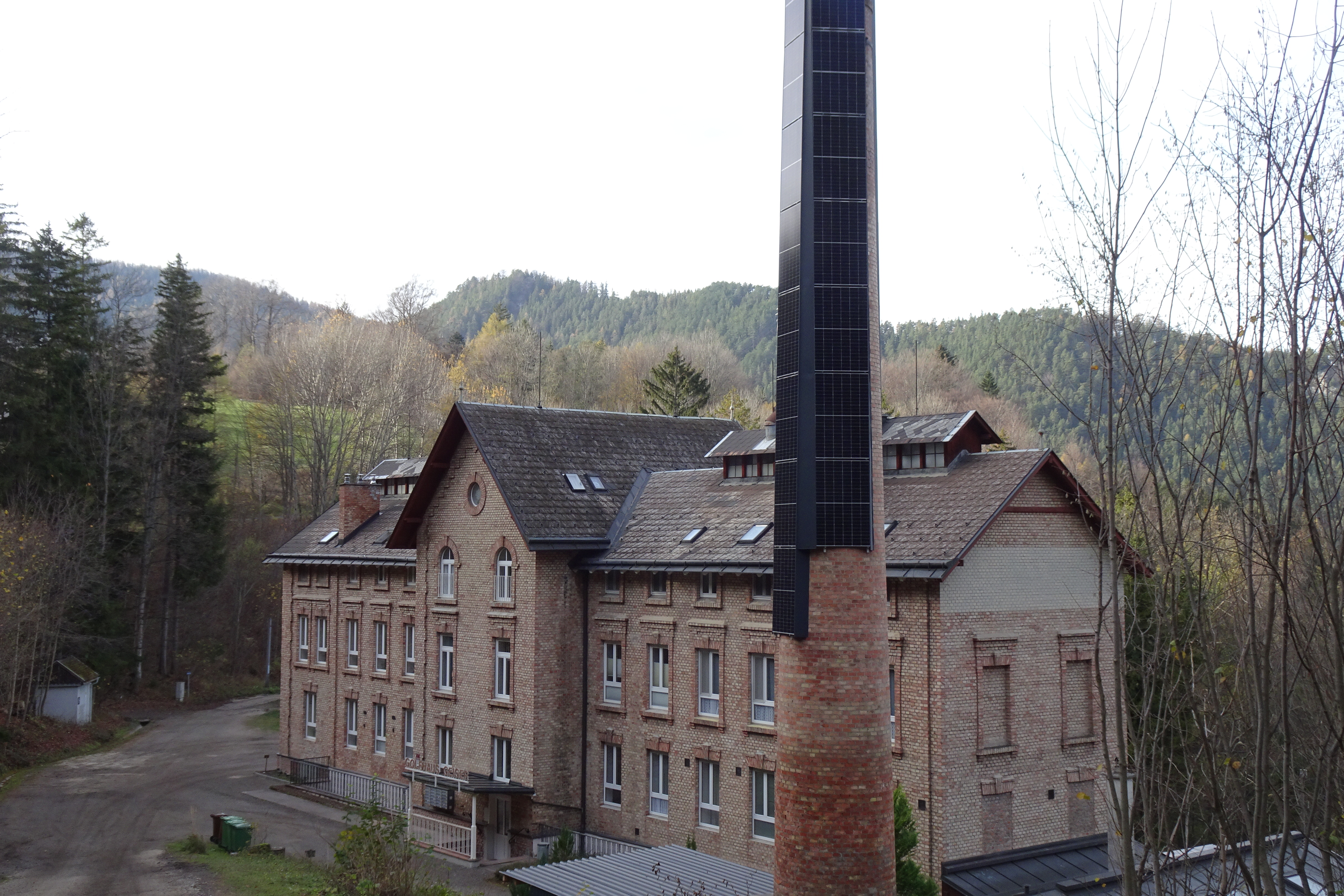
Ehemalige Dampfwäscherei des Hotels
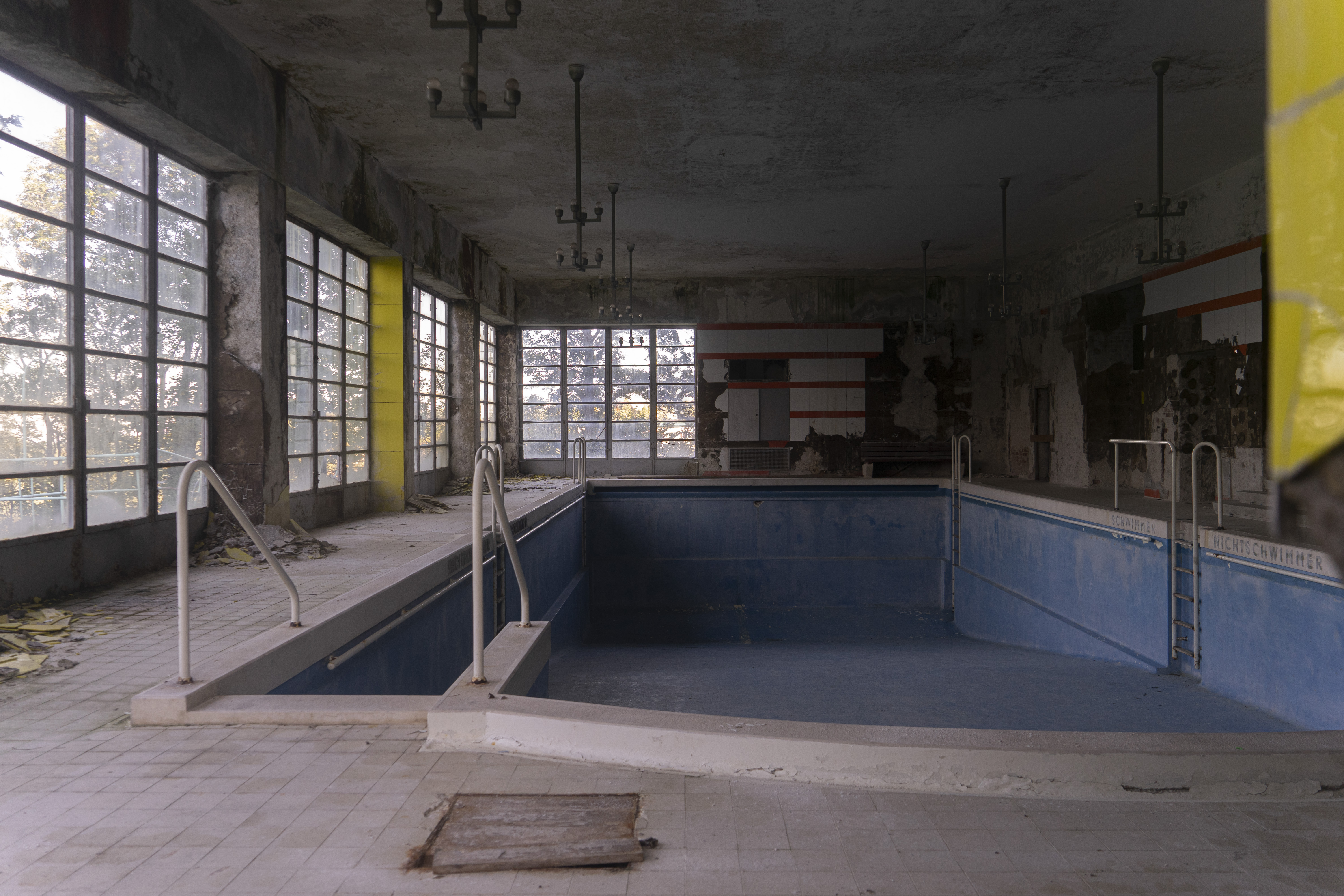
Leerstehendes Schwimmbad von 1932 im Art déco
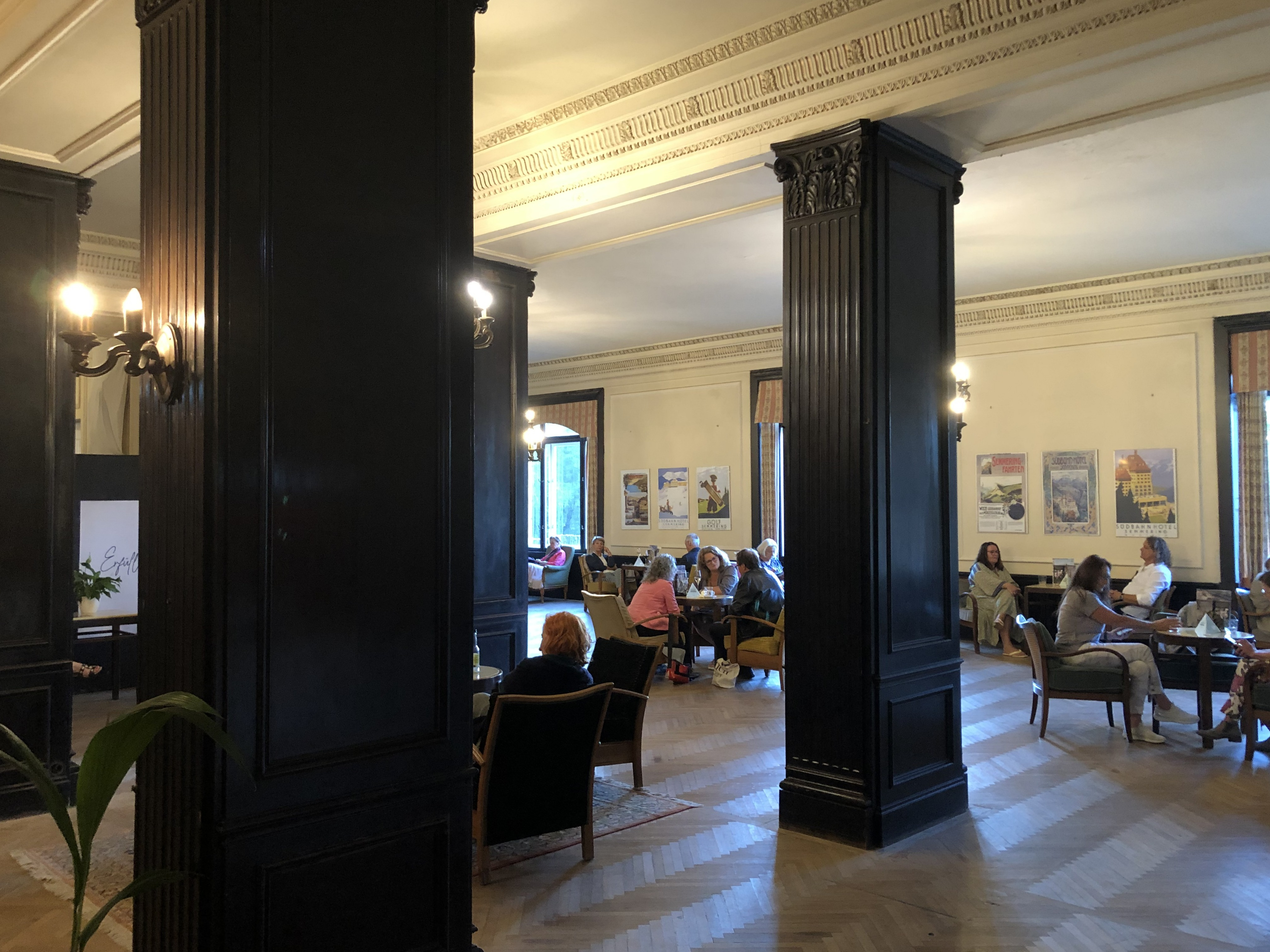
Ehemalige Eingangshalle des Hotels
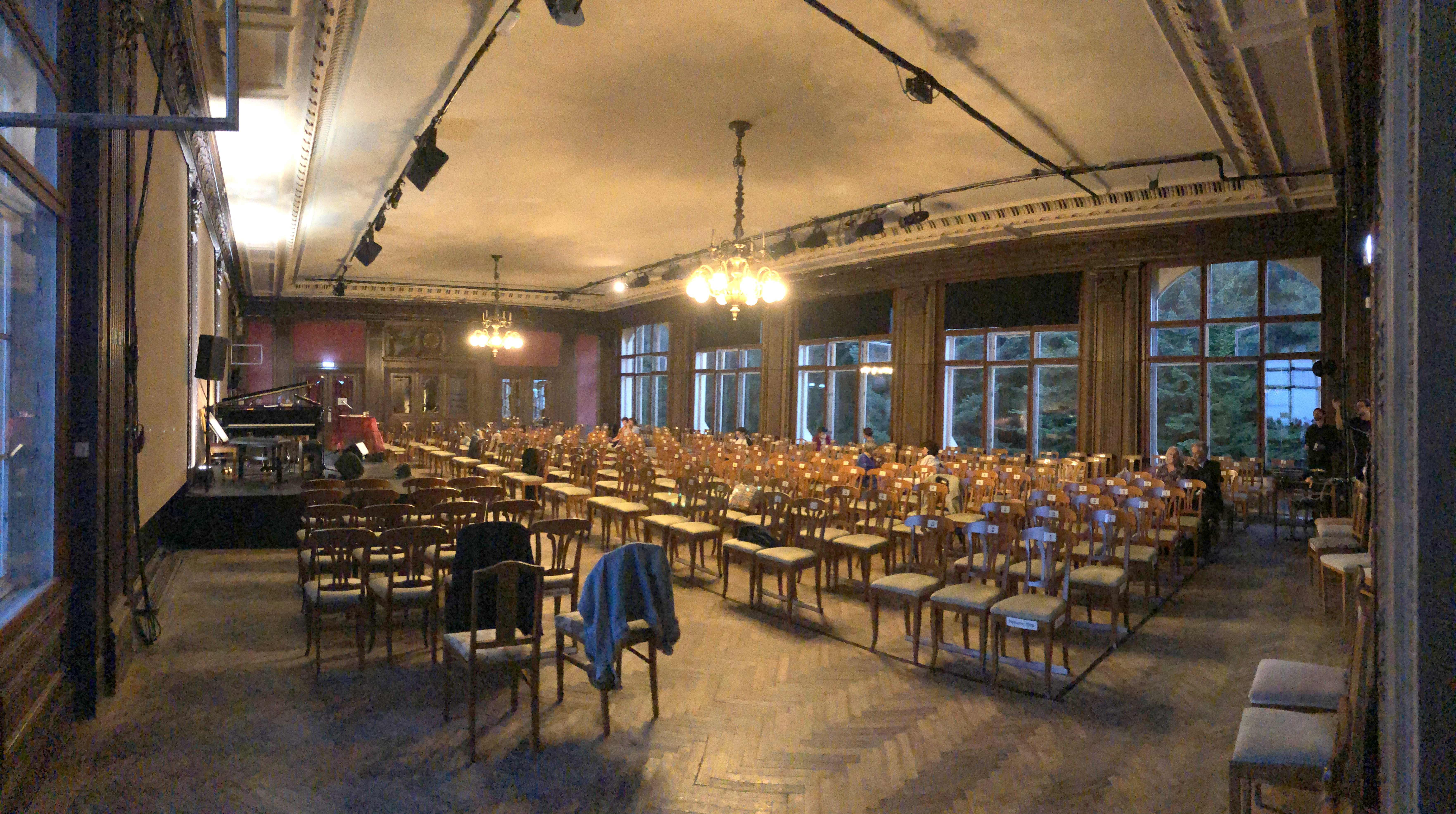
Waldhofsaal
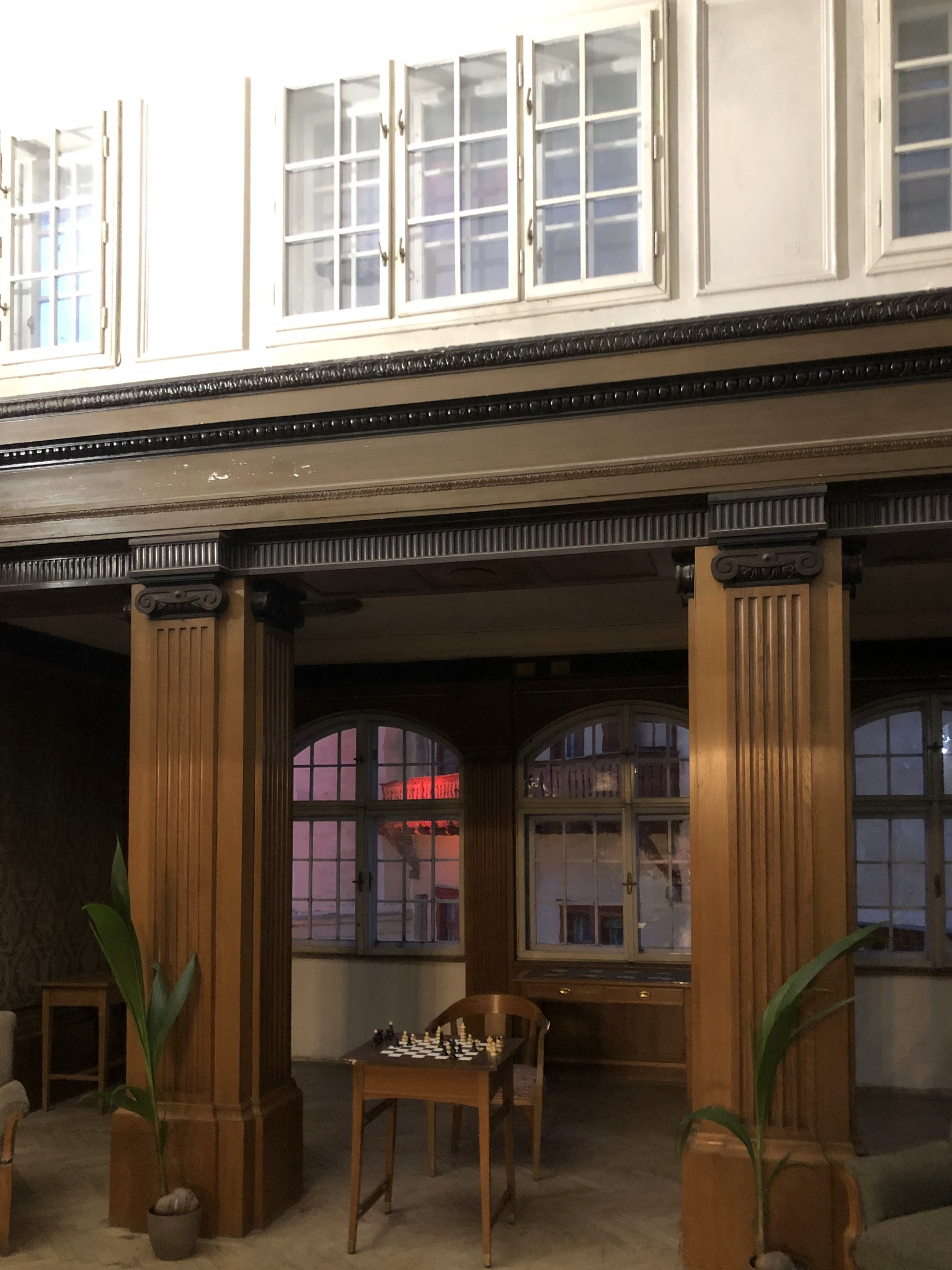
Lesezimmer
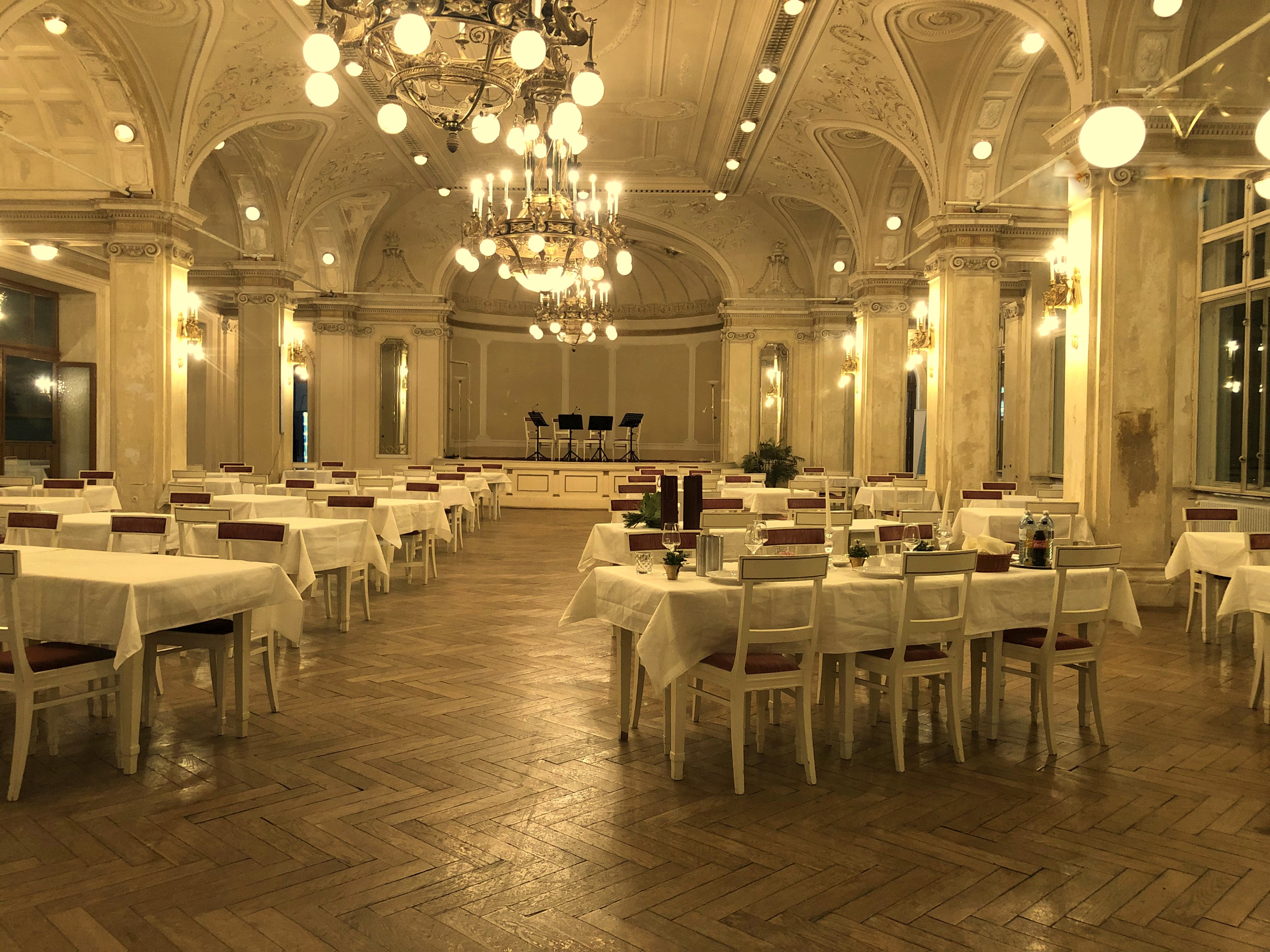
Großer Speisesaal
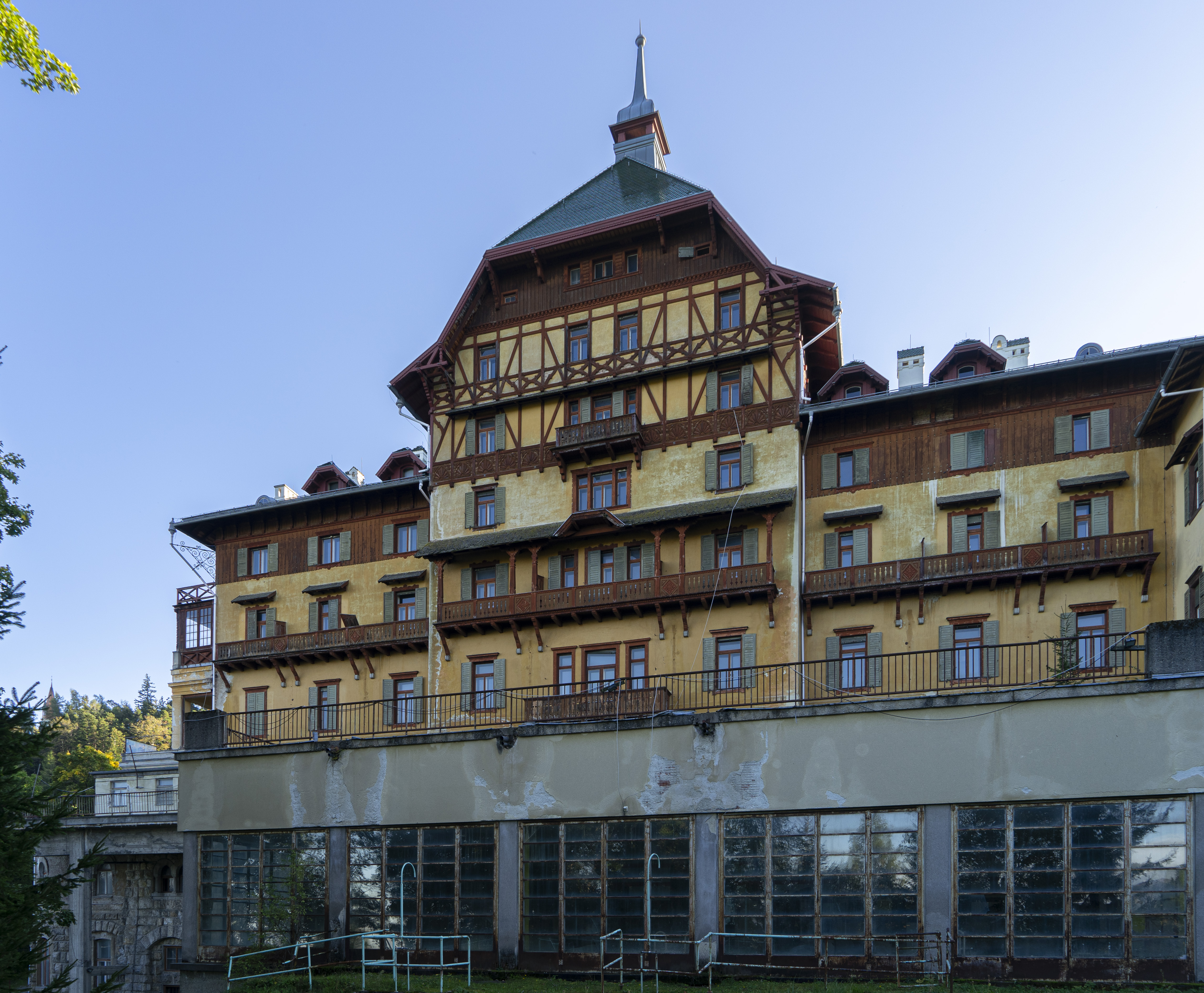
Mitteltrakt des Hotels über dem ehemaligen Schwimmbad
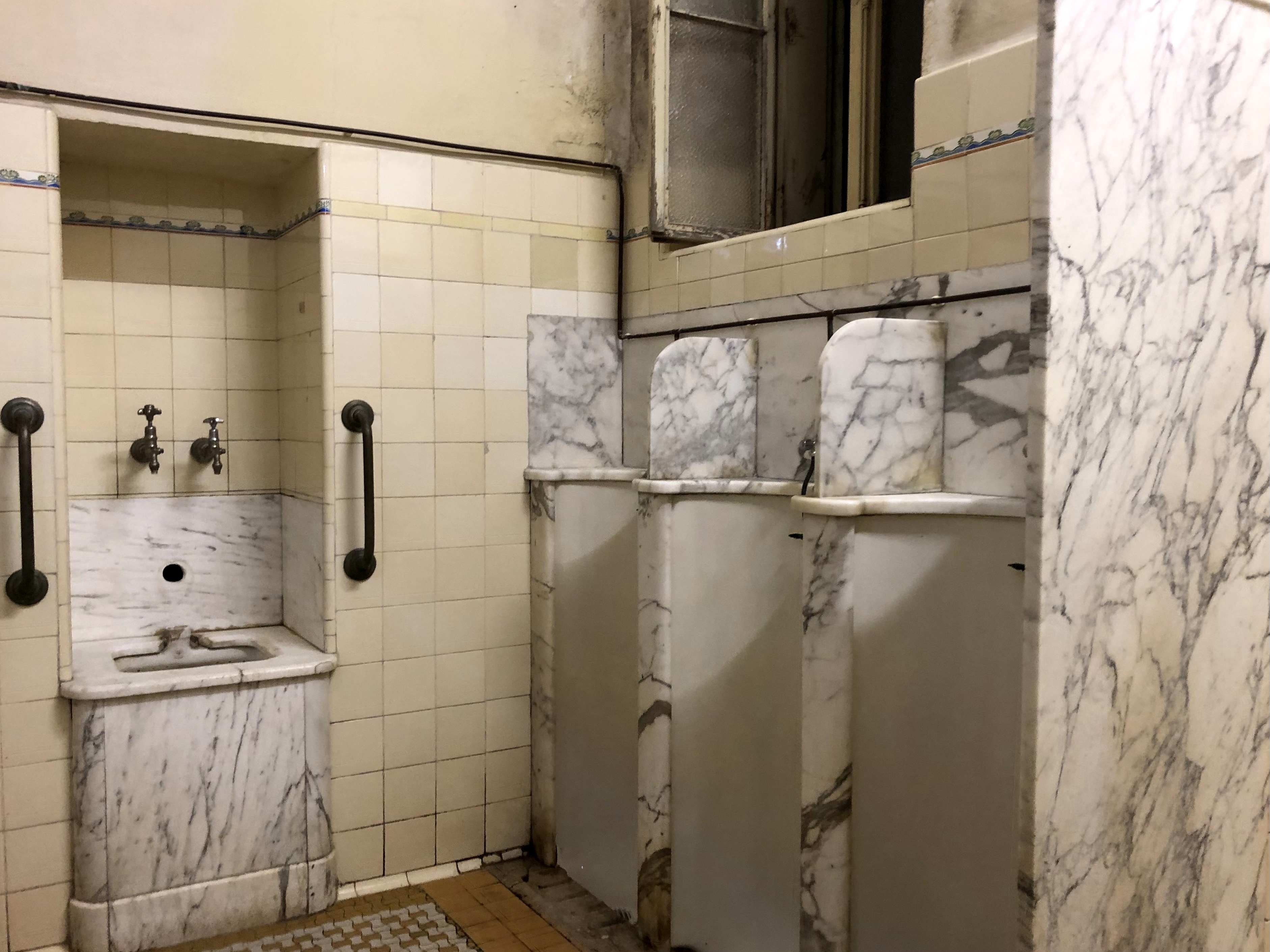
Historisches Herren-WC
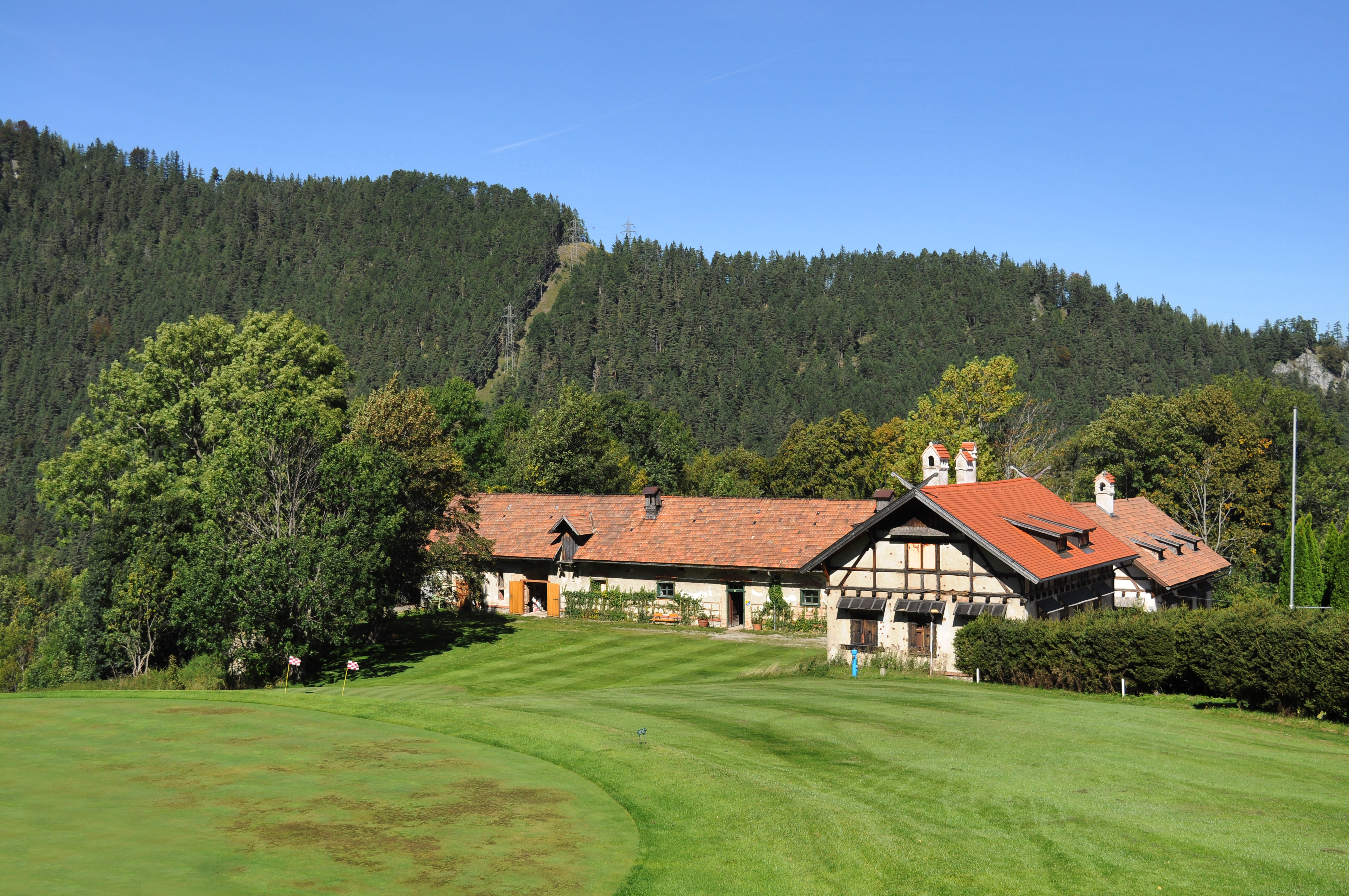
Meierei des Hotels, Gelände des Golfplatzes (2017)
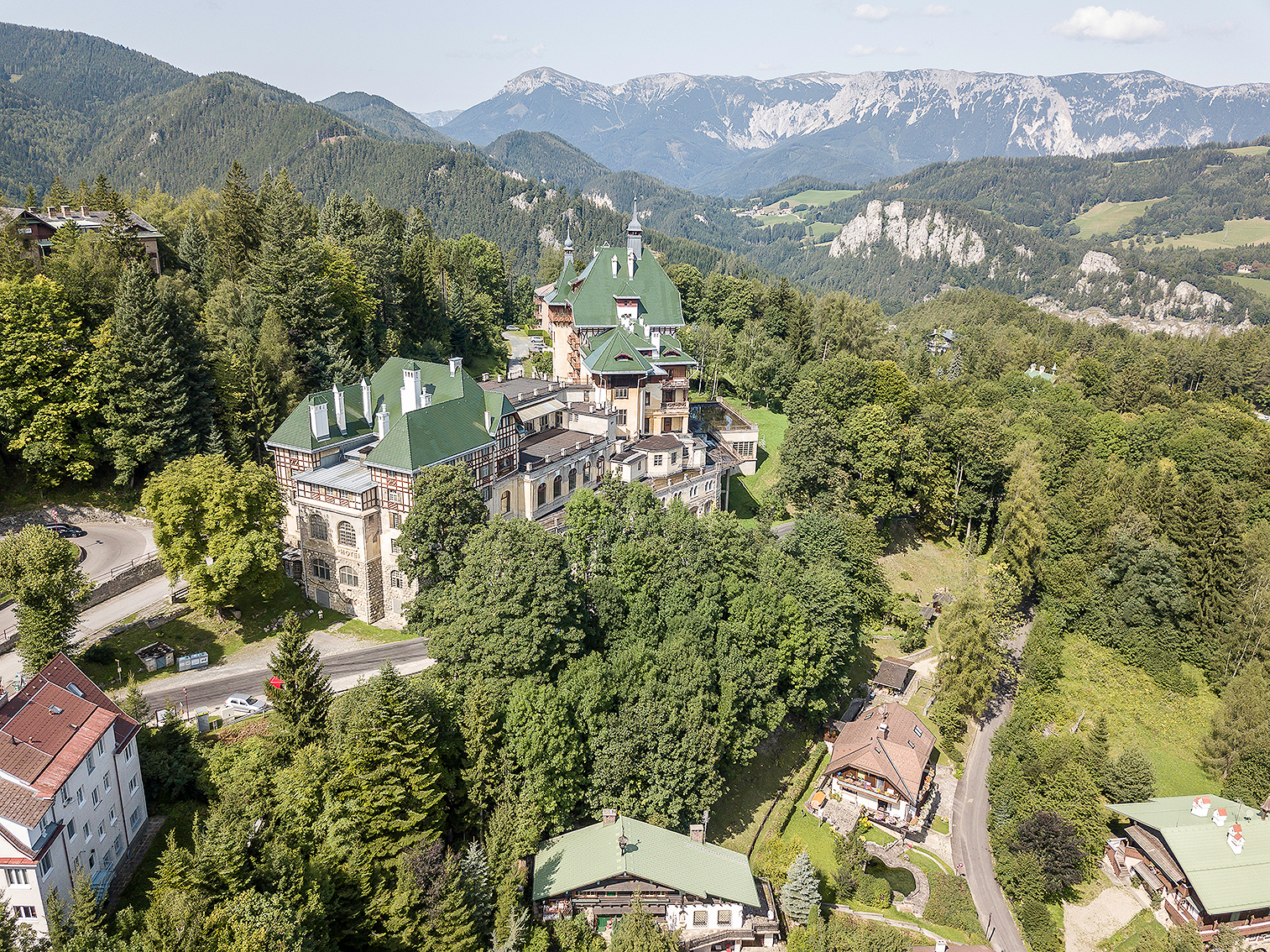
Das Hotel aus der Luft mit Blick auf Polleroswand, Adlitzgräben und Rax
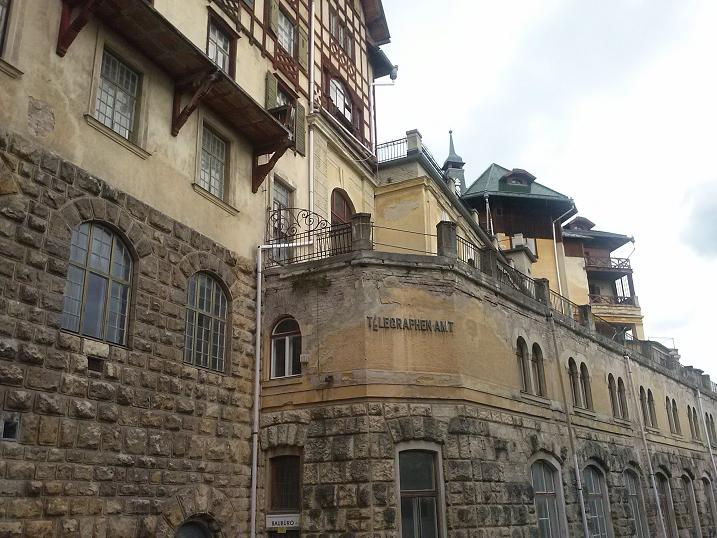
Ehemaliges Telegraphenamt im Hotel
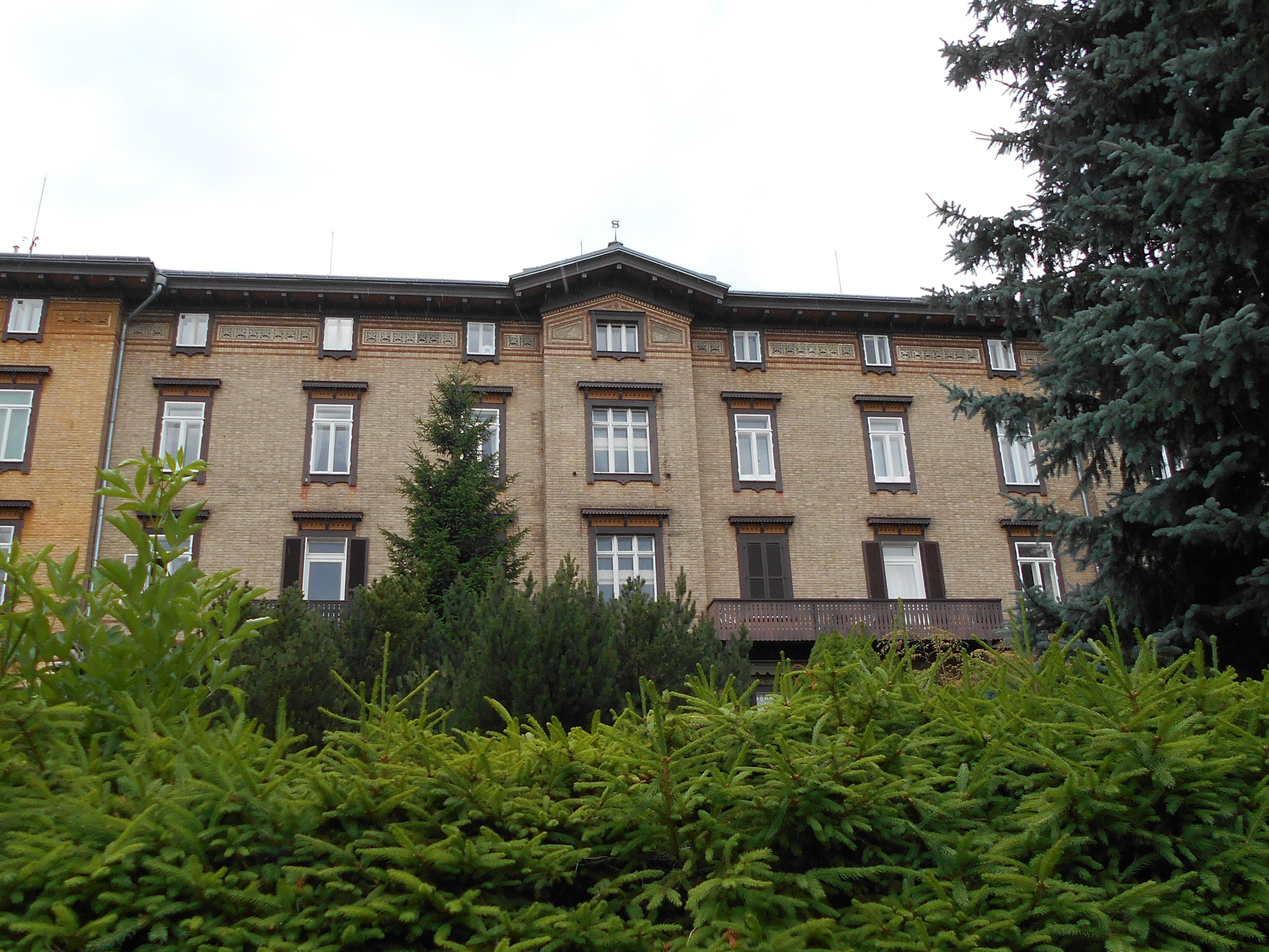
Ältester Gebäudeteil des Hotelkomplexes
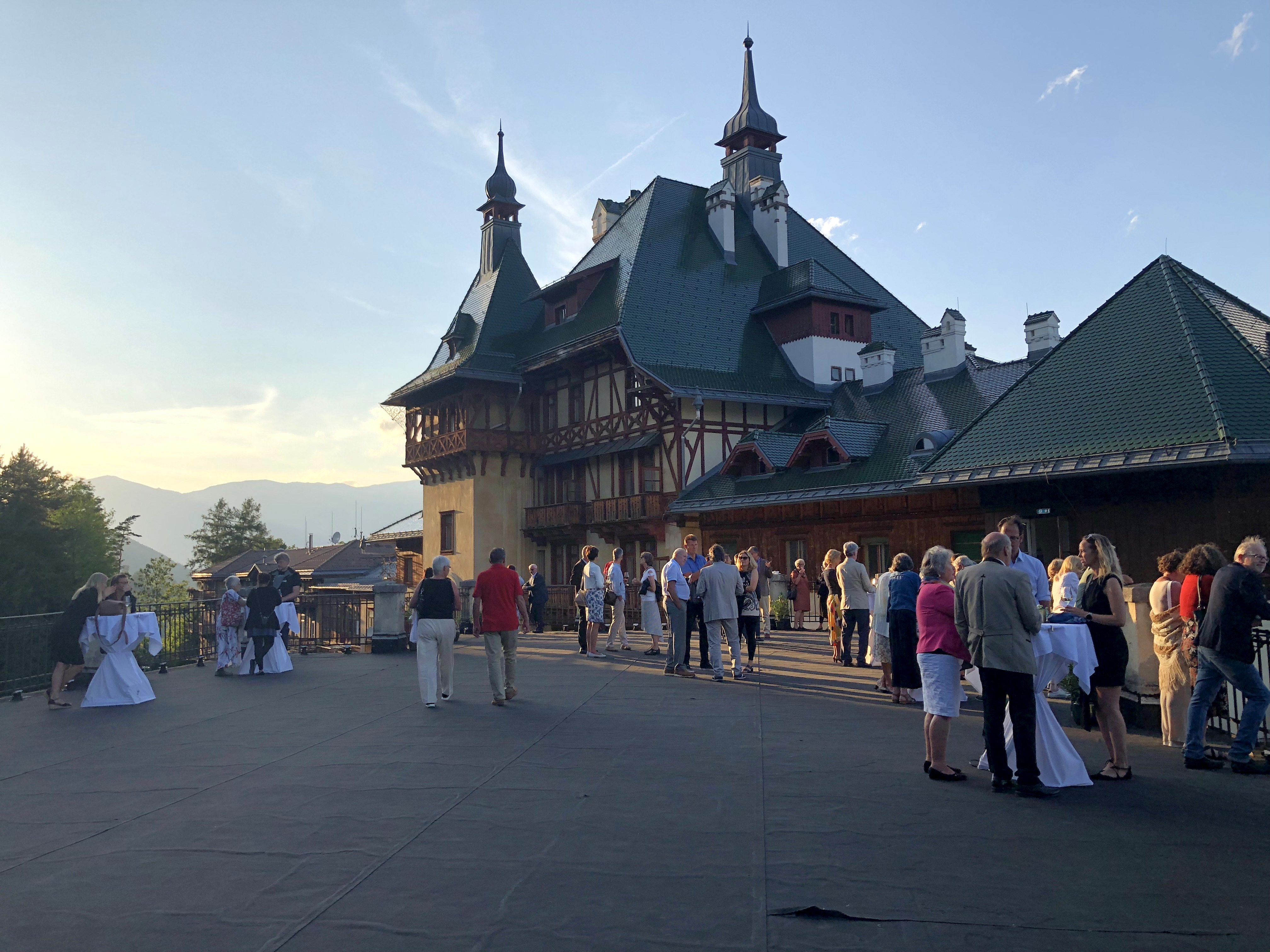
Dachterrasse des Hotels

## Trivia
Das auf einem Berg thronende, seit Jahrzehnten leerstehende Südbahnhotel mit seinen großen Sälen und Salons soll den US-amerikanischen Regisseur Wes Anderson maßgeblich zu seinem Film Grand Budapest Hotel (2014) inspiriert haben.
Das Südbahnhotel dient auch heute noch häufig als Filmkulisse.